# Oisemont

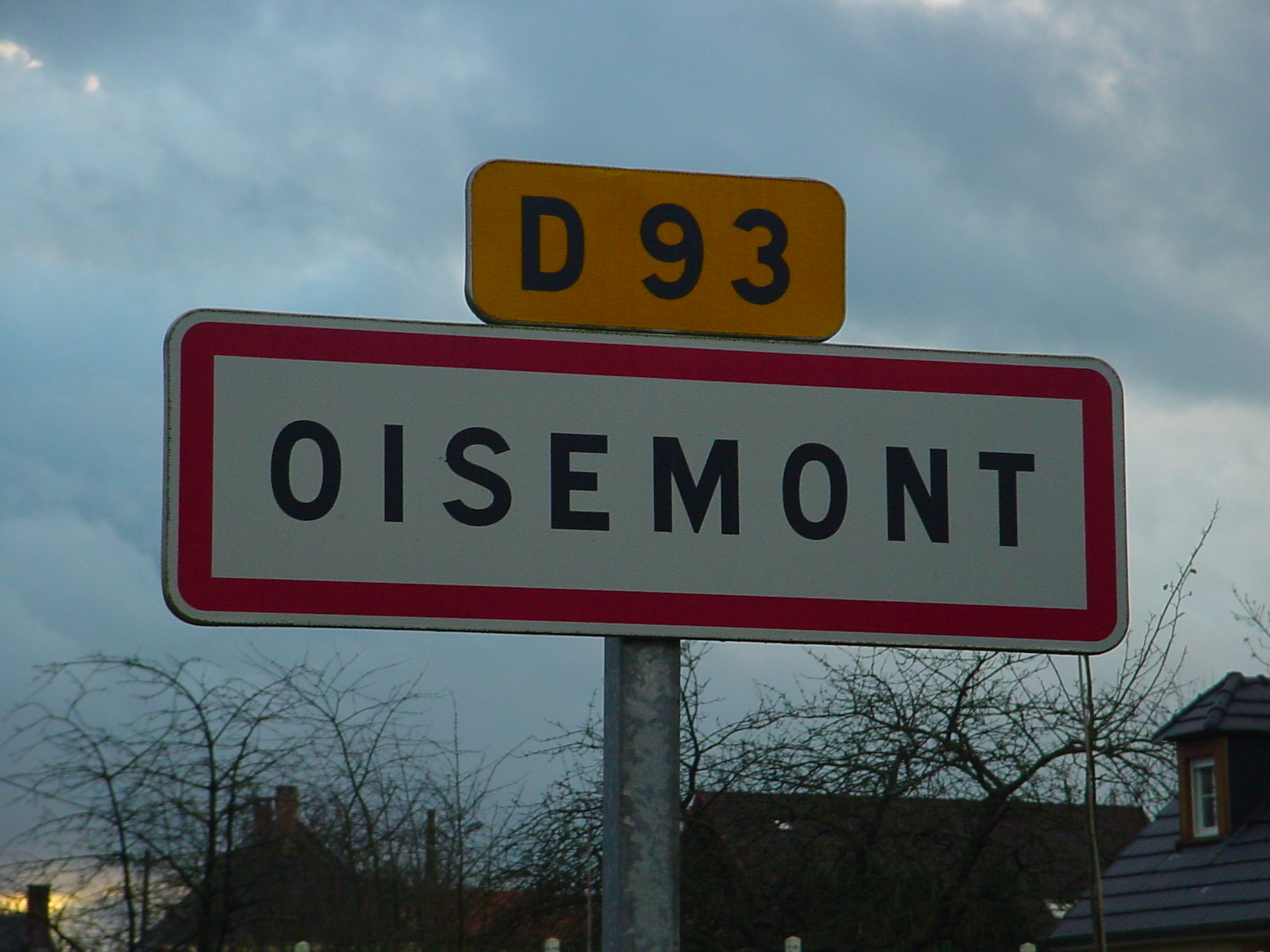
Oisemont.

Oisemont est une commune française située dans le département de la Somme, en région Hauts-de-France.

## Géographie

### Localisation
Oisemont est un bourg picard du Vimeu.
À vol d'oiseau, la commune est située à 10 km au nord-est de Blangy-sur-Bresle, 17 km au sud d'Abbeville et à 39 km à l'ouest d'Amiens.
Le territoire de la commune est limitrophe de ceux de huit communes.
Les communes limitrophes sont  Cannessières, Cerisy-Buleux, Fontaine-le-Sec, Forceville-en-Vimeu, Fresnes-Tilloloy, Mouflières, Neuville-au-Bois et Villeroy.

### Géologie et relief
Le sol est de formations tertiaire et quaternaire. L'eau traverse facilement le sous-sol calcaire. Dans le fond du vallon, une marne recouverte d'alluvions se trouve sous la couche végétale. Cette même marne affleure sur les pentes. La terre franche domine la plaine.
Oisemont se trouve sur un coteau et un vallon la sépare du village de Cannessières.

### Hydrographie
La commune est traversée par la ligne de partage des eaux entre les bassins hydrographiques Artois-Picardie et Seine-Normandie. Elle n'est drainée par aucun cours d'eau.

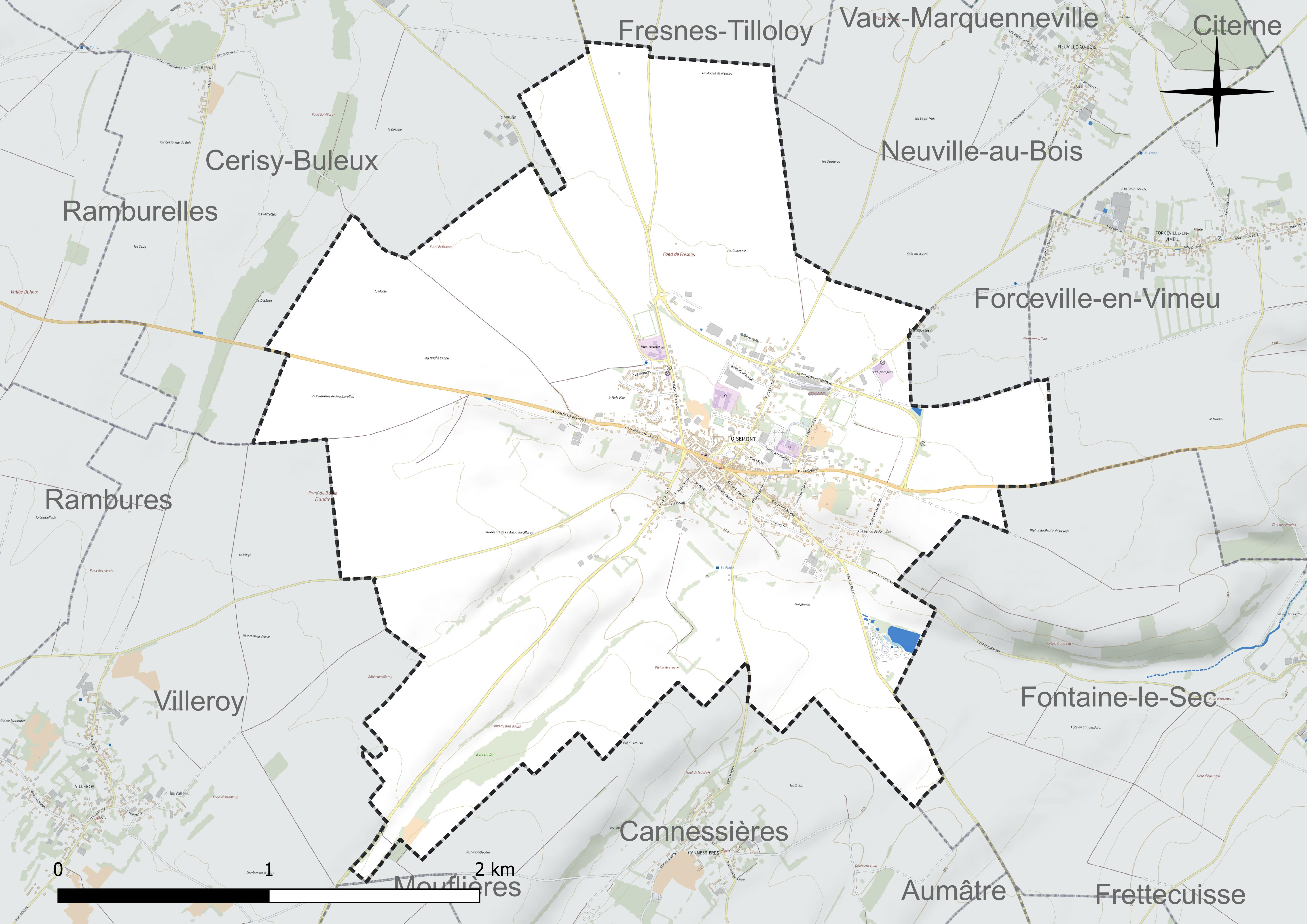
Réseau hydrographique d'Oisemont.

### Climat
Pour des articles plus généraux, voir Climat des Hauts-de-France et Climat de la Somme.
En 2010, le climat de la commune est de type climat océanique altéré, selon une étude du CNRS s'appuyant sur une série de données couvrant la période 1971-2000. En 2020, Météo-France publie une typologie des climats de la France métropolitaine dans laquelle la commune est exposée à un climat océanique et est dans la région climatique Côtes de la Manche orientale, caractérisée par un faible ensoleillement (1 550 h/an) ; forte humidité de l'air (plus de 20 h/jour avec humidité relative > 80 % en hiver), vents forts fréquents.
Pour la période 1971-2000, la température annuelle moyenne est de 10,3 °C, avec une amplitude thermique annuelle de 13,6 °C. Le cumul annuel moyen de précipitations est de 828 mm, avec 12,2 jours de précipitations en janvier et 8,8 jours en juillet. Pour la période 1991-2020, la température moyenne annuelle observée sur la station météorologique installée sur la commune est de 11,1 °C et le cumul annuel moyen de précipitations est de 801,4 mm,. Pour l'avenir, les paramètres climatiques de la commune estimés pour 2050 selon différents scénarios d'émission de gaz à effet de serre sont consultables sur un site dédié publié par Météo-France en novembre 2022.
| Mois                                  | jan.             | fév.            | mars          | avril         | mai             | juin           | jui.          | août           | sep.          | oct.            | nov.            | déc.             | année      |
| ------------------------------------- | ---------------- | --------------- | ------------- | ------------- | --------------- | -------------- | ------------- | -------------- | ------------- | --------------- | --------------- | ---------------- | ---------- |
| Température minimale moyenne (°C)     | 1,9              | 1,9             | 3,7           | 5,2           | 8,3             | 11,3           | 13,4          | 13,5           | 11            | 8,4             | 5,1             | 2,6              | 7,2        |
| Température moyenne (°C)              | 4,4              | 4,8             | 7,4           | 10            | 13,2            | 16,1           | 18,3          | 18,4           | 15,5          | 12              | 7,8             | 5                | 11,1       |
| Température maximale moyenne (°C)     | 6,9              | 7,7             | 11,2          | 14,8          | 18              | 21             | 23,2          | 23,3           | 20,1          | 15,5            | 10,5            | 7,3              | 15         |
| Record de froid (°C) date du record   | −12,7 01.01.1997 | −13 07.02.1991  | −8,8 04.03.05 | −4 08.04.03   | −0,9 05.05.1996 | 2,2 02.06.1991 | 6 07.07.1996  | 5,9 25.08.1993 | 2,6 30.09.18  | −4,9 29.10.1997 | −8,4 30.11.1989 | −13,2 29.12.1996 | −13,2 1996 |
| Record de chaleur (°C) date du record | 15,6 01.01.22    | 18,7 15.02.1998 | 24,8 31.03.21 | 27,6 19.04.18 | 31,7 27.05.05   | 36,4 18.06.22  | 41,4 25.07.19 | 38 10.08.03    | 34,2 10.09.23 | 29,1 01.10.11   | 20,9 07.11.15   | 16,1 31.12.22    | 41,4 2019  |
| Précipitations (mm)                   | 67,8             | 59,4            | 58,2          | 49,3          | 63,4            | 57,5           | 60            | 72             | 63,6          | 72,7            | 80,9            | 96,6             | 801,4      |

## Urbanisme

### Typologie
Au 1er janvier 2024, Oisemont est catégorisée bourg rural, selon la nouvelle grille communale de densité à sept niveaux définie par l'Insee en 2022.
Elle est située hors unité urbaine et hors attraction des villes,.

### Occupation des sols
L'occupation des sols de la commune, telle qu'elle ressort de la base de données européenne d'occupation biophysique des sols Corine Land Cover (CLC), est marquée par l'importance des territoires agricoles (88,5 % en 2018), en diminution par rapport à 1990 (89,7 %). La répartition détaillée en 2018 est la suivante : 
terres arables (71 %), prairies (17,5 %), zones urbanisées (11,5 %). L'évolution de l'occupation des sols de la commune et de ses infrastructures peut être observée sur les différentes représentations cartographiques du territoire : la carte de Cassini (XVIIIe siècle), la carte d'état-major (1820-1866) et les cartes ou photos aériennes de l'IGN pour la période actuelle (1950 à aujourd'hui).

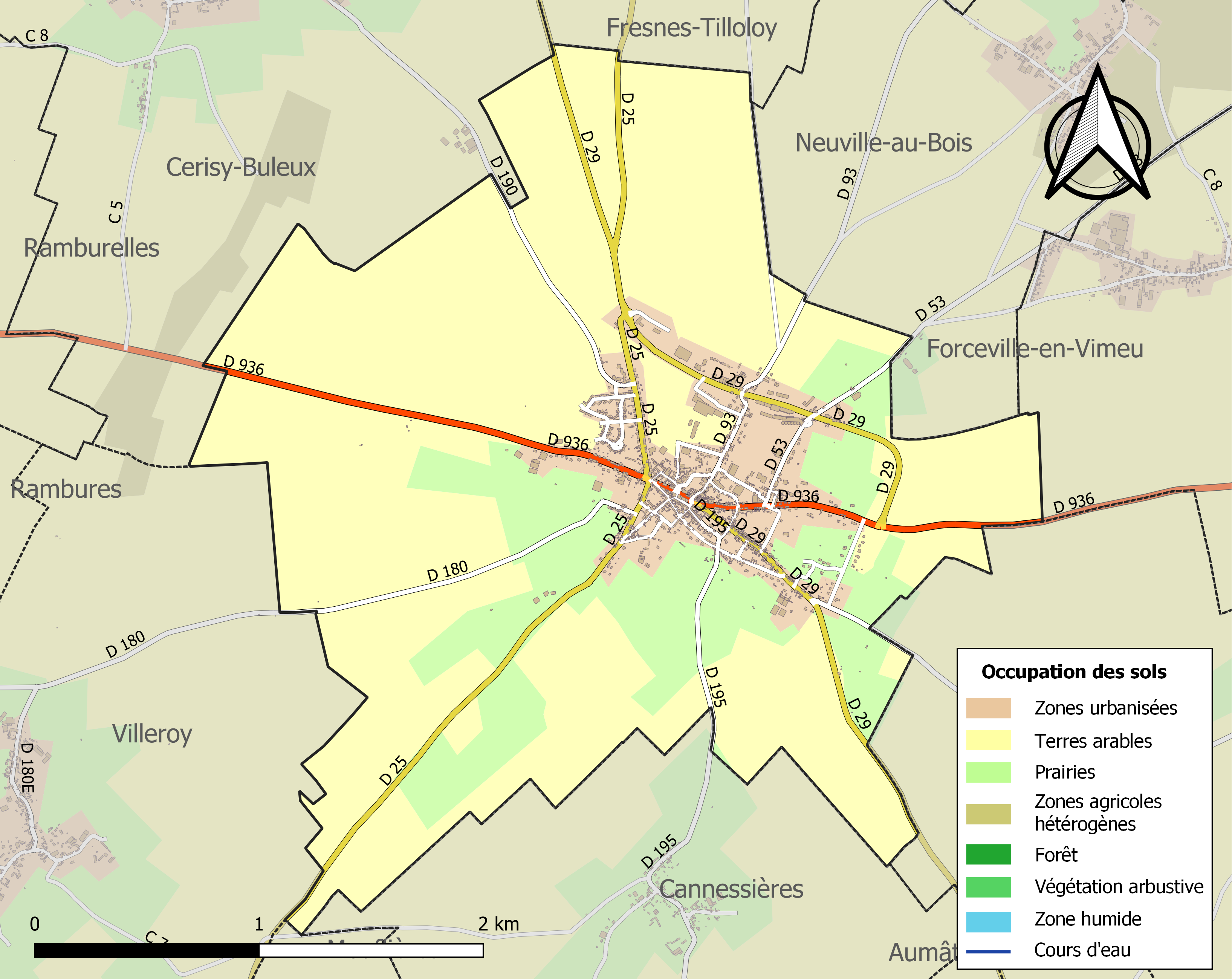
Carte des infrastructures et de l'occupation des sols de la commune en 2018 (CLC).

### Voies de communication et transports
Oisemont se trouve sur les routes départementales 936 (ex-RN 336, axe Gamaches / Amiens), 25 (axe Sénarpont / Abbeville) et 29 (axe Feuquières-en-Vimeu / Hornoy-le-Bourg). 
En 2019, La localité est desservie par les lignes de bus no 1 et no 20 du réseau Trans'80, Hauts-de-France (Mers-lès-Bains - Oisemont - Amiens et Oisemont - Abbeville). Une aire de covoiturage est aménagée sur la RD 29 en extension du parking de la voie verte en 2022.
La sortie  4 Oisemont de l'A28 est éloignée de 6 km, dans le village voisin de Saint-Maxent.

### Habitat et logement
En 2019, le nombre total de logements dans la commune était de 579, alors qu'il était de 564 en 2014 et de 558 en 2009.
Parmi ces logements, 84,2 % étaient des résidences principales, 2,5 % des résidences secondaires et 13,3 % des logements vacants. Ces logements étaient pour 95 % d'entre eux des maisons individuelles et pour 4 % des appartements.
Le tableau ci-dessous présente la typologie des logements à Oisemont en 2019 en comparaison avec celle de la Somme et de la France entière. Une caractéristique marquante du parc de logements est ainsi une proportion de résidences secondaires et logements occasionnels (2,5 %) inférieure à celle du département (8,3 %) et à celle de la France entière (9,7 %). Concernant le statut d'occupation de ces logements, 57,9 % des habitants de la commune sont propriétaires de leur logement (57,2 % en 2014), contre 60,2 % pour la Somme et 57,5 pour la France entière.
| Typologie                                               | Oisemont | Somme | France entière |
| ------------------------------------------------------- | -------- | ----- | -------------- |
| Résidences principales (en %)                           | 84,2     | 83,2  | 82,1           |
| Résidences secondaires et logements occasionnels (en %) | 2,5      | 8,3   | 9,7            |
| Logements vacants (en %)                                | 13,3     | 8,5   | 8,2            |

### Projets d'aménagement
La commune a engagé en 2021 un programme destiné à revitaliser son centre et a été retenue dans le cadre du programme national de revitalisation des centres bourgs, qui pourrait apporter des financements pour permettre la réalisation des diverses opérations envisagées.

## Toponymie
Le nom de la localité est attesté sous les formes Oisemont au XIIe siècle (cartulaire de Selincourt); Hoysemont en 1238, puis Wesemonten 1657.

## Histoire

### Antiquité
La commune correspond à un ancien site acheuléen occupé par un castellum romain.

### Moyen Âge
Une famille chevaleresque « de Oisemont » possède alors le château fortifié d'origine qui n'a pas laissé de vestiges.
À cette époque est construite l'église, de style roman, (détruite en 1953 et remplacée par l'église Saint-Martin actuelle).
En 1275, la ville est le siège de la prévôté du Vimeu. Le marché d'Oisemont est cité dans un fabliau du XIIIe siècle, le fabliau du boucher d'Abbeville.
Les vestiges de quelques bâtiments historiques subsistent dans le village.
La forteresse, détruite en 1346, lors de la guerre de Cent Ans, par l'armée d'Édouard III était équipée de remparts, et aurait été incendiée en 1370 par Jean de Gand. Après le siège d'Edouard III, un certain Gobain Agache trahit en dévoilant le gué de Blanquetaque pour la somme de 100 pièces d'or ainsi que sa liberté ;

#### Les Templiers et les Hospitaliers
La commanderie de la baillie du Ponthieu fait partie d'une donation du comte du Ponthieu aux Templiers d'Oisemont. Plusieurs précepteurs, aussi appelés « sergents du Temple », s'y succédèrent.Les Templiers d'Acheux faisaient partie de la baillie d'Oisemont en tant que préceptorie de la maison d'Aisseu.
En 1307, la commanderie templière est dévolue aux Hospitaliers de l'ordre de Saint-Jean de Jérusalem, une seconde commanderie est construite par les Hospitaliers, dont le bâtiment existe encore dans la rue de la Commanderie.
Une maladrerie édifiée par les Hospitaliers se situe alors à l'emplacement de l'actuelle maison de retraite. Il existe encore une croix de pierre bordant un chemin de la ville, qui indiquait aux  chrétiens en pèlerinage le chemin de la maladrerie.

### Temps modernes
Charles le Téméraire, duc de Bourgogne et de Lancaster, fait brûler le village (1472).
La ville devient un centre protestant important.
Les huguenots se cachent dans les nombreux souterrains de la région, les muches, pour se protéger des persécutions.
À l'été 1787, un terrible incendie détruit la plupart des maisons. Il faut distribuer des tuiles et des briques aux habitants pour qu'ils puissent reconstruire.

### Révolution française et Empire
Pendant la Révolution française, en 1790, Oisemont a son envoyé, Piedfort, qui prend part à la Fédération.
André Dumont du Bois-Roi, alors maire, siège à la Convention après avoir été le représentant du peuple de la Somme, du Pas-de-Calais et de l'Oise.

### Époque contemporaine
Durant la guerre franco-allemande de 1870, la ville est prise par les Prussiens, et Charles Honoré Martin, maire, réussit à ramener l'indemnité à 3 000 F (10 % du prix demandé) ; ce, après avoir été attaché à un des poteaux de la Halle.
Le bourg voit les transports s'améliorer, avec la mise en service en 1872 de la ligne de chemin de fer de Canaples à Longroy - Gamaches. Cette ligne faisait essentiellement du trafic de fret, en desservant les coopératives, mais transportait également quelques voyageurs.

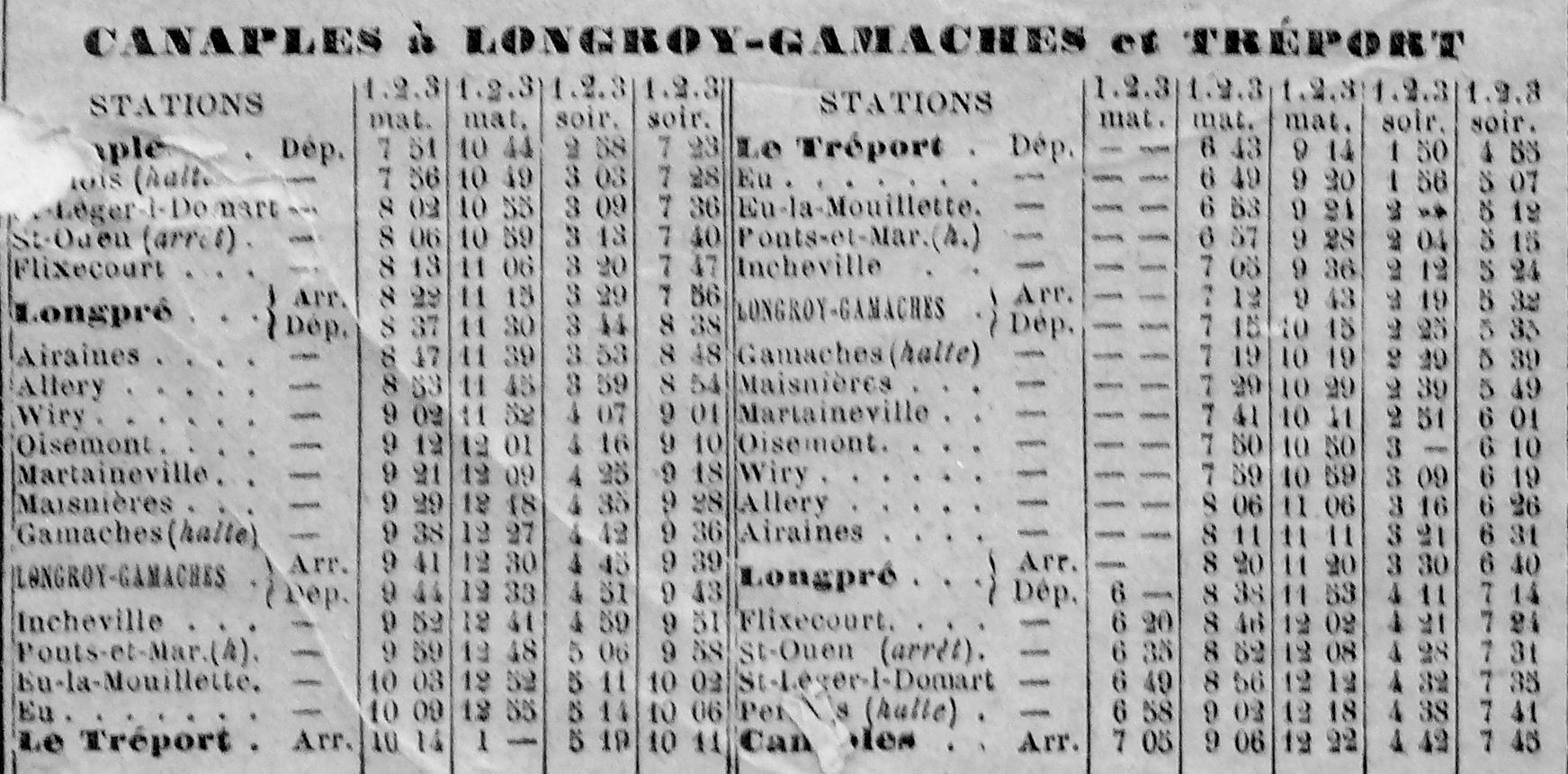
Horaire de la ligne au service d'hiver 1890.

En 1936, M. Hurtel crée un négoce de grains qui devient en 1961 la Coopérative de la Région d'Oisemont.
Au début de la Seconde Guerre mondiale, Charles de Gaulle, tout juste promu général de brigade, installe son poste de commandement au château Caline le 2 juin 1940, lors de la Bataille de France. C'est là qu'a lieu la conférence d'état-major préalable au lancement de l'attaque au sud d'Abbeville.
L'église paroissiale datait du XIIe siècle et avait été restaurée en 1806. Sa nef s'effondre le 5 février 1953, en raison de la présence en sous-sol de muches. Les trois personnes qui se trouvaient dans l'édifice ne sont heureusement pas blessées. Les trois cloches, datant du XVIe siècle sont restées suspendues plusieurs jours avant de tomber elles aussi. La restauration de l'édifice étant alors jugée impossible, l'ensemble est détruit et une nouvelle église provisoire en bois est alors implantée près du cimetière jusqu'à la construction du bâtiment actuel, inauguré le 24 mars 1960 en présence de l'évêque d'Amiens René-Louis Stourm.

## Politique et administration

### Rattachements administratifs et électoraux

#### Rattachements administratifs
La commune se trouvait jusqu'en 2009 dans l'arrondissement d'Amiens du département de la Somme. De 2009 à 2016, elle est intégrée à l'arrondissement d'Abbeville, avant de réintégrer le 1er janvier 2017 l'arrondissement d'Amiens.
Elle était depuis 1793 le chef-lieu du canton d'Oisemont. Dans le cadre du redécoupage cantonal de 2014 en France, cette circonscription administrative territoriale a disparu, et le canton n'est plus qu'une circonscription électorale.

#### Rattachements électoraux
Pour les élections départementales, la commune fait partie depuis 2014 du canton de Poix-de-Picardie.
Pour l'élection des députés, elle fait partie de la  troisième circonscription de la Somme.

### Intercommunalité
La commune était le siège de la petite communauté de communes de la Région d'Oisemont (CCSOA), un établissement public de coopération intercommunale (EPCI) à fiscalité propre créé en 1995 et auquel la commune avait transféré un certain nombre de ses compétences, dans les conditions déterminées par le code général des collectivités territoriales.
Dans le cadre des dispositions de la loi portant nouvelle organisation territoriale de la République du 7 août 2015, qui prévoit que les établissements publics de coopération intercommunale (EPCI) à fiscalité propre doivent avoir un minimum de 15 000 habitants, la préfète de la Somme propose en octobre 2015 un projet de nouveau schéma départemental de coopération intercommunale (SDCI) qui prévoit la réduction de 28 à 16 du nombre des intercommunalités à fiscalité propre du département.
Ce projet prévoit la « fusion des communautés de communes du Sud-Ouest Amiénois, du Contynois et de la région d'Oisemont », le nouvel ensemble de 37 412 habitants regroupant 120 communes,. À la suite de l'avis favorable de la commission départementale de coopération intercommunale en janvier 2016, la préfecture sollicite l'avis formel des conseils municipaux et communautaires concernés en vue de la mise en œuvre de la fusion.
La communauté de communes Somme Sud-Ouest (CC2SO), dont est désormais membre la commune, est ainsi créée au 1er janvier 2017.

### Tendances politiques et résultats
Au premier tour des élections municipales de 2014 dans la Somme, la liste menée par Sylvain Manach obtient la majorité absolue des suffrages exprimés avec 397 voix (60,98%, 12 conseillers municipaux élus dont 2 communautaires), devançant très largement celle DVG menée par le maire sortant Max Bougleux, qui a recueilli 254 voix (39,01 %, 3 conseillers municipaux élus dont 1 communautaire).
Lors de ce scrutin, 24,07 % des électeurs se sont abstenus.
Lors du premier tour de l'élection présidentielle de 2017, les 4 candidats les mieux placés sont Marine Le Pen (34,93 % des suffrages exprimés), Emmanuel Macron (19,42 %), François Fillon (18,12 %) et Jean-Luc Mélenchon (16,09 %).
Au second tour, Marine Le Pen devance avec 327 voix (54,14 %) le candidat élu Emmanuel Macron, qui a recueilli 277 voix (48,86 %). Lors de ce scrutin, 24,87 % des électeurs se sont abstenus.
Au premier tour des élections municipales de 2020 dans la Somme, la liste menée par Amaury Caulier obtient la majorité absolue des suffrages exprimés avec 282 voix (52,80 %, 12 conseillers municipaux élus dont 2 communautaires), devançant de 30 voix celle du maire sortant Sylvain Manach, qui a recueilli 252 voix (47,19 %, 3 conseillers municipaux dont 1communautaire).
Lors de ce scrutin marqué par la pandémie de Covid-19 en France, 38,94 % des électeurs se sont abstenus.
Lors du premier tour de l'élection présidentielle de 2022, les 4 candidats les mieux placés sont Marine Le Pen (44,41 % des suffrages exprimés), Emmanuel Macron (25,30 %), Jean-Luc Mélenchon (9,29 %) et Valérie Pécresse (8,09 %).
Au second tour, Marine Le Pen devance avec 330 voix (57,69 %) le candidat élu Emmanuel Macron, qui a recueiloli 242 voix (42,31 %). Lors de ce scrutin, 23,26 % des électeurs se sont abstenus.

### Liste des maires
| Période   | Période                      | Identité            | Étiquette | Qualité |
| --------- | ---------------------------- | ------------------- | --------- | --- |
| mars 1965 | mars 1989                    | Roger Boulanger     |           | Agriculteur Ordre national du Mérite                                                                                  |
| mars 1989 | juin 1995                    | Jeannine Boutigny   |           | Contrôleur divisionnaire du trésor public                                                                             |
| mars 2001 | 2008                         | Marc Dejean         | PS        | Instituteur et directeur de l'école primaire d'Oisemont (1964 → 1990) Suppléant du député Vincent Peillon (1997-2002) |
| mars 2008 | 28 août 2009                 | Jean-Claude Maurice | PS        | Dessinateur DDE Mort en fonction                                                                                      |
| 2009      | mars 2014                    | Max Bougleux        |           | Professeur de sport Vice-président de la CC Région d'Oisemont (2008 → 2014)                                           |
| mars 2014 | mai 2020                     | Sylvain Manach      |           | Vice-président de la CC Région d'Oisemont (2014 →2016) Vice-président de la CC Somme Sud-Ouest (2017 → 2020)          |
| mai 2020, | En cours (au 8 janvier 2023) | Amaury Caulier      | SE        | Infirmier anesthésiste Vice-président de la CC Somme Sud-Ouest (2020 → )                                              |

## Équipements et services publics
La mairie est réorganisée et agrandie en 2023 par la création de deux bureaux situés sous la halle et la création  d'un parvis, ainsi que la mise en place d'un chauffage au sol par géothermie,.
L'association Oisemont Protection Animale gère le refuge pour animaux d'Oisemont.

### Eau et déchets
- Service des eaux : Syndicat du Liger (SIAEP du Liger).
- Une nouvelle station d'épuration des eaux usées est mise en service en 2019-2020, pour un coût de 1,8 million d'euros (38 % de l'État, via la DETR, et 15 % de récupération de TVA)[40]
- Une déchèterie est réalisée par le syndicat de collecte des déchets Trinoval, pour une ouverture envisagée en 2023[70].

### Enseignement

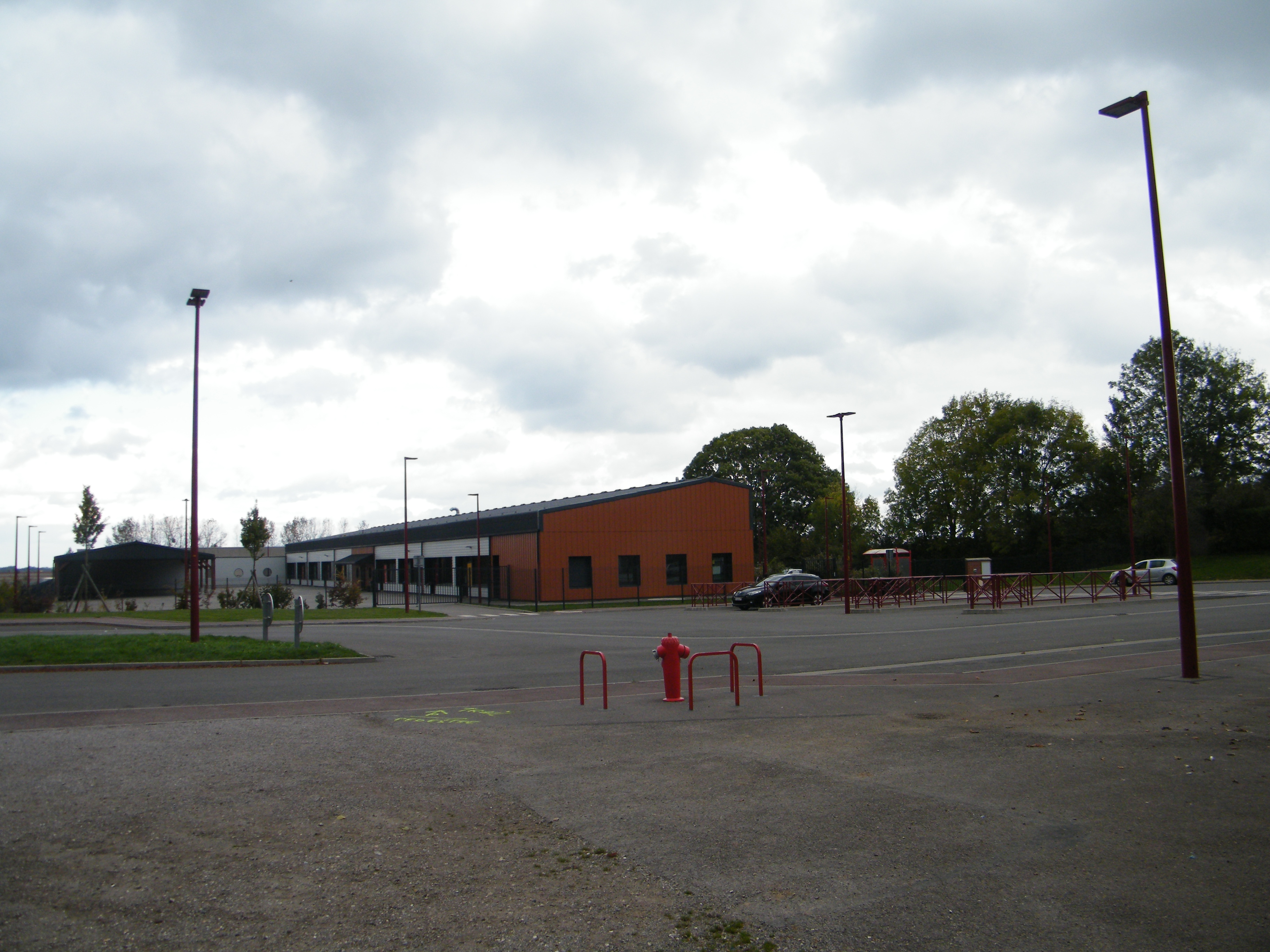
RPC à Oisemont.

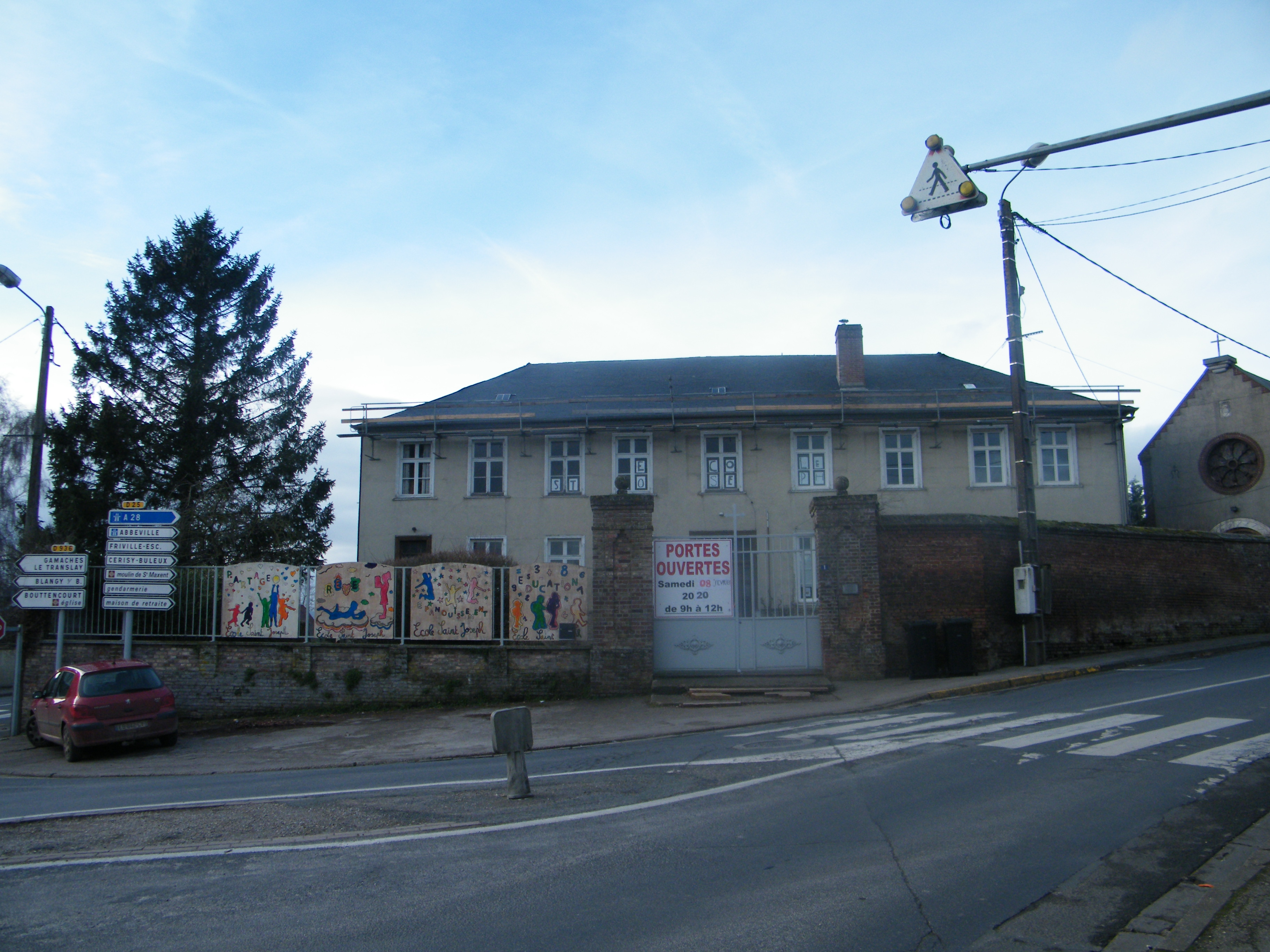
L'école Saint-Joseph.

- Regroupement pédagogique concentré intercommunal : école des sentiers cachés, mise en service par l'intercommunalité à la rentrée des vacances de la Toussaint de l'année scolaire 2014-2015 et agrandie de 5 classes maternelles et d'une cantine à la rentrée 2019  pour 1,7 million d'euros.

Le regroupement initial comprend huit communes : Cannessières, Cerisy-Buleux, Mouflières, Oisemont, Villeroy, Wiry-au-Mont, Woirel, auxquels s'ajoutent en 2014/2015 les élèves de Saint-Maulvis, Aumâtre et Fontaine-le-Sec, puis en 2020 ceux de Rambures et le Translay. Début 2020, l'école accueille 319 élèves.
La communauté de communes assure la gestion locale, notamment pour la garderie, la cantine et les Tap (travaux et activités pédagogiques relevant du périscolaire). Un Rased (réseau d'aides spécialisées aux élèves en difficulté) et une Clis (classe pour l'inclusion scolaire) complètent le dispositif. Une titulaire remplaçante est affectée à l'école et deux Atsem (agent territorial spécialisé des écoles maternelles) épaulent l'équipe éducative[réf. nécessaire].
- École primaire privée : Institution Saint Joseph - Saint Martin.
- Collège public Charles-Bignon de 250 élèves environ. Datant de 1974, sa reconstruction est escomptée pour la rentrée 2025[73].

- Maison familiale rurale d'Oisemont, créée en 1975 et qui dispense des formations en alternance de 4e et de 3e, ainsi que de bac pro SAPAT[74].

### Santé et solidarité
En 2017 se trouvent à Oisemont des médecins généralistes, dentiste, kinésithérapeutes, infirmières, cabinet de vétérinaires, maison de retraite.
L'établissement d'hébergement pour personnes âgées dépendantes (Ehpad) de Oisemont, géré par l'établissement public intercommunal de santé du Sud-Ouest (Epissos), est agrandi en 2022/2023.
L'association Oisemont solidarité anime une épicerie solidaire dans l'ancienne école communale et dispose de points de collectes de textiles usagés situés dans 12 communes de l'ancien canton d'Oisemont,.

### Équipements culturels
Oisemont dispose d'une médiathèque gérée par l'intercommunalité

### Postes et télécommunications
Le bureau de poste d'Oisemont est rénové en 2021 et dispose d'une Maison France Service implantée dans l'ancien local de tri du courrier, cette activité étant désormais menée dans l'ancienne école maternelle de la commune.

### Justice, sécurité, secours et défense
À Oisemont se trouvent : 
- la brigade territoriale de proximité chef-lieu de Oisemont[réf. nécessaire]
- Centre de secours de sapeurs pompiers où a été transférée la communauté de Brigades d'Oisemont (regroupant les brigades d'Oisemont, d'Airaines et d'Hornoy-le-Bourg).

La commune a répondu en 2022 à un appel à projets lancé par le Fonds Interministériel de la Protection de la Délinquance et espère être financée poufr la réalisation d'un réseau de vidéosurveillance d'une quinzaine de caméras.

## Population et société

### Démographie

#### Évolution démographique
L'évolution du nombre d'habitants est connue à travers les recensements de la population effectués dans la commune depuis 1793. Pour les communes de moins de 10 000 habitants, une enquête de recensement portant sur toute la population est réalisée tous les cinq ans, les populations de référence des années intermédiaires étant quant à elles estimées par interpolation ou extrapolation. Pour la commune, le premier recensement exhaustif entrant dans le cadre du nouveau dispositif a été réalisé en 2005.

En 2022, la commune comptait 1 134 habitants, en évolution de −3,49 % par rapport à 2016 (Somme : −1,26 %, France hors Mayotte : +2,11 %).
| 1793  | 1800  | 1806  | 1821  | 1831  | 1836  | 1841  | 1846  | 1851  |
| ----- | ----- | ----- | ----- | ----- | ----- | ----- | ----- | ----- |
| 1 022 | 1 030 | 1 079 | 1 059 | 1 077 | 1 078 | 1 071 | 1 052 | 1 074 |

| 1856  | 1861  | 1866  | 1872  | 1876  | 1881  | 1886  | 1891  | 1896  |
| ----- | ----- | ----- | ----- | ----- | ----- | ----- | ----- | ----- |
| 1 077 | 1 072 | 1 113 | 1 063 | 1 102 | 1 067 | 1 170 | 1 145 | 1 207 |

| 1901  | 1906  | 1911  | 1921  | 1926  | 1931  | 1936  | 1946 | 1954  |
| ----- | ----- | ----- | ----- | ----- | ----- | ----- | ---- | ----- |
| 1 197 | 1 229 | 1 151 | 1 114 | 1 039 | 1 002 | 1 061 | 987  | 1 046 |

| 1962 | 1968  | 1975  | 1982  | 1990  | 1999  | 2005  | 2006  | 2010  |
| ---- | ----- | ----- | ----- | ----- | ----- | ----- | ----- | ----- |
| 997  | 1 071 | 1 196 | 1 233 | 1 285 | 1 244 | 1 267 | 1 276 | 1 189 |

| 2015  | 2020  | 2022  | - | - | - | - | - | - |
| ----- | ----- | ----- | - | - | - | - | - | - |
| 1 175 | 1 137 | 1 134 | - | - | - | - | - | - |

Oisemont est dans son ancien canton la seule des 31 communes qui dépasse le seuil de 1 000 habitants.

#### Pyramide des âges
En 2018, le taux de personnes d'un âge inférieur à 30 ans s'élève à 32,3 %, soit en dessous de la moyenne départementale (36,4 %). À l'inverse, le taux de personnes d'âge supérieur à 60 ans est de 33,8 % la même année, alors qu'il est de 26,0 % au niveau départemental.
En 2018, la commune comptait 534 hommes pour 626 femmes, soit un taux de 53,97 % de femmes, largement supérieur au taux départemental (51,49 %).
Les pyramides des âges de la commune et du département s'établissent comme suit.
| Hommes | Classe d’âge | Femmes |
| ------ | ------------ | ------ |
| 1,5    | 90 ou +      | 4,1    |
| 9,7    | 75-89 ans    | 12,8   |
| 19,3   | 60-74 ans    | 19,7   |
| 21,6   | 45-59 ans    | 18,8   |
| 13,6   | 30-44 ans    | 14,0   |
| 14,9   | 15-29 ans    | 15,3   |
| 19,3   | 0-14 ans     | 15,2   |

| Hommes | Classe d’âge | Femmes |
| ------ | ------------ | ------ |
| 0,6    | 90 ou +      | 1,8    |
| 6,7    | 75-89 ans    | 9,4    |
| 17,2   | 60-74 ans    | 18,1   |
| 19,8   | 45-59 ans    | 19,1   |
| 18,2   | 30-44 ans    | 17,5   |
| 19,4   | 15-29 ans    | 18     |
| 18,2   | 0-14 ans     | 16,2   |

### Manifestations culturelles et festivités
La fête locale d'Oisemont, organisée par le comité des fêtes, a lieu le premier week-end de juillet

### Sports et loisirs
- Football : le SC Templiers Oisemont, qui évolue en Départementale 1 (neuvième division française) et le FC Oisemont qui évolue en Départementale 2 (dixième division). 
Les Templiers ont aussi une section féminine depuis 2020 qui évolue en Régionale (quatrième division française). Cette section est l'ancienne section féminine du SC Abbeville et de l'AS Abbeville Menchecourt, dont les statuts ont été transférés au club des Templiers en juillet 2020, et qui a évolué quatre saisons en Championnat de France féminin (de 1979 à 1982 et en 1986-1987). 
Le FC Oisemont joue au stade Pierre-Vasseur (rue de Cerisy) avec un ensemble bleu et blanc tandis que le SC Templiers Oisemont joue au stade stade Jannick Chambault[Note 5], route d'Hallencourt (rue Jean-Jaurès) en vert et blanc[90]. Les féminines, quant à elles, évoluent au stade municipal du village voisin de Citerne. 
Lors de la saison 2021-2022, le FC Oisemont (District 2) accède au 4e tour de la Coupe de France contre l'US Breteuil (Régional 2).
Ensemble, en 2022, les deux clubs comptent 460 licenciés, nombre important au regard des 1 200 habitants d'Oisemont, mais qui s'explique car le bourg est au cœur d'une zone entre Gamaches, Abbeville, Airaines et Aumale où les structures sont peu nombreuses et d'un niveau égal ou inférieur[91].

- Sports de combats : le judo et le karaté[92].

- Le Club Cycliste de Oisemont (CCO), cyclisme sur route, VTT, cyclocross…[93].

### Vie associative
La commune compte une salle des Associations.
- Association de danses diverses[94]
- Associatives : anciens combattants, anciens prisonniers de guerre, parents d'élèves, club des aînés...
- Communale : concours (ex. : maisons fleuries), téléthon, salons, foires...

## Économie

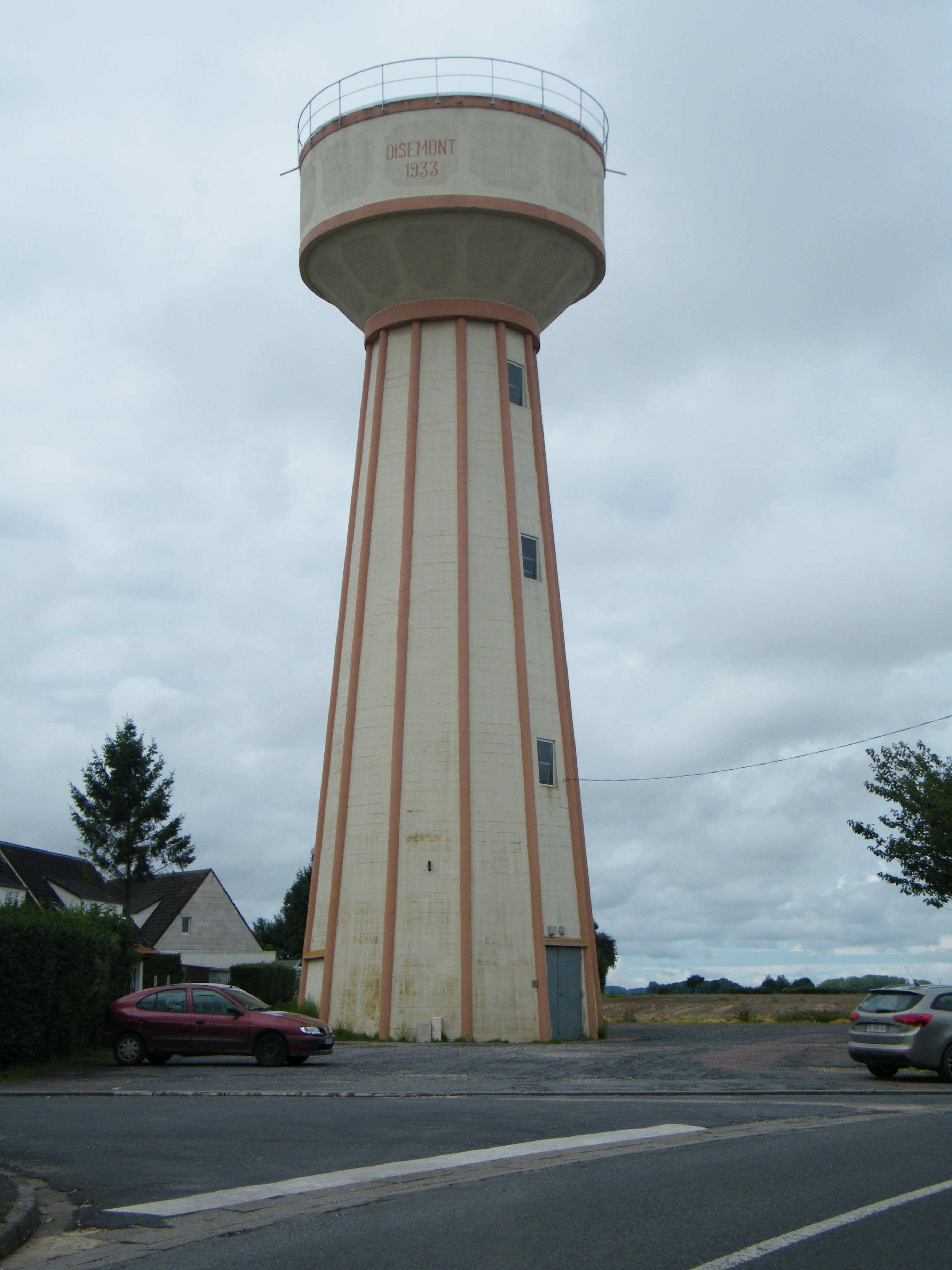
Château d'eau de 1933.

- Commerces de proximité : épicerie, librairie, bars-tabac, boulangerie, restaurant, droguerie[75]... Le marché hebdomadaire du samedi a lieu désormais place du Maréchal-Leclerc[95].
- Zone commerciale « les Quarante » (sur RD 29) : supermarché Intermarché, tous types d'artisans, magasins, opticien et pharmacie.
- Métiers de lois : avocat, notaire[75].
- Divers : banques, refuge pour animaux, agences immobilières[75].

## Culture locale et patrimoine

### Lieux et monuments

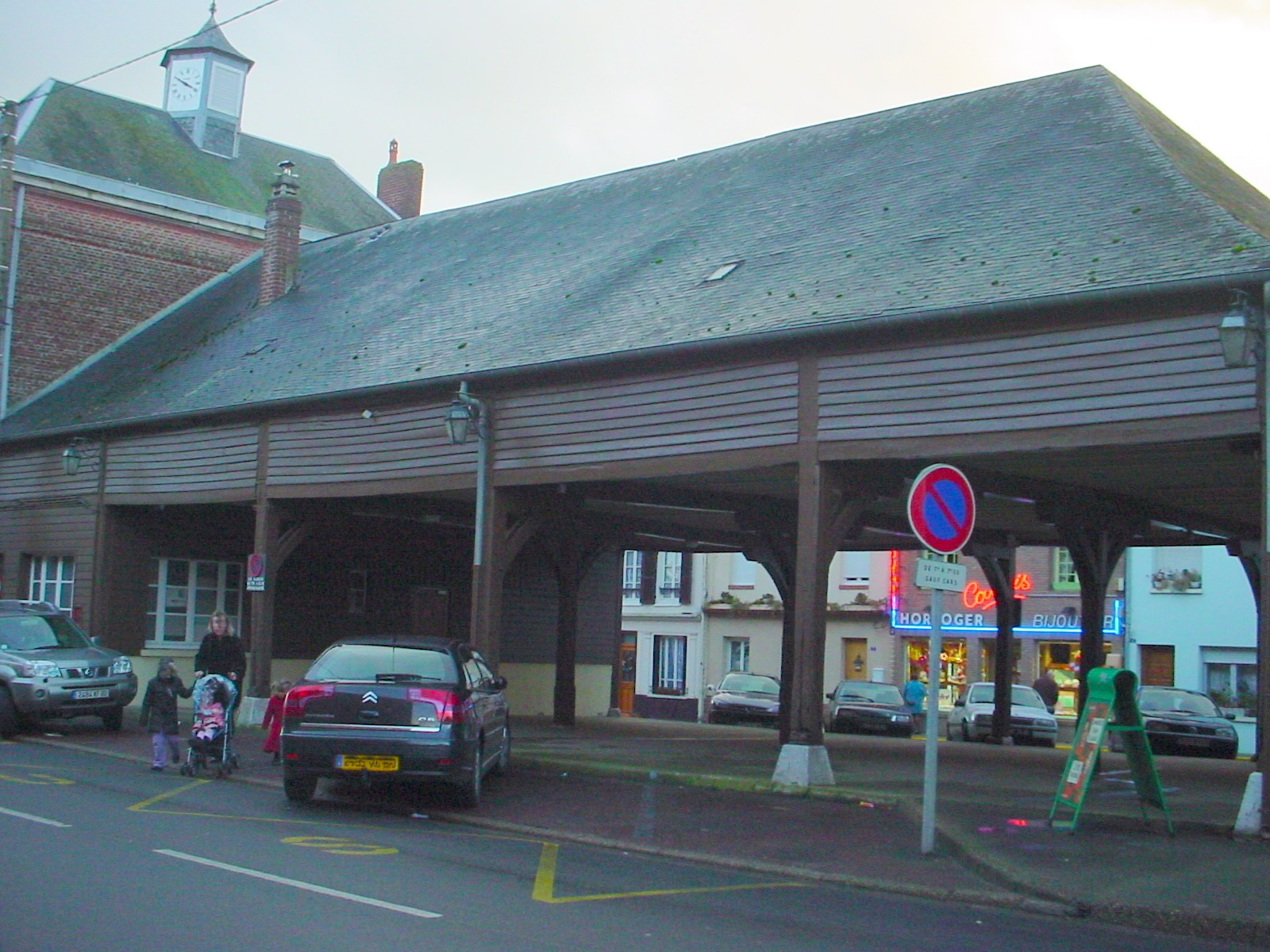
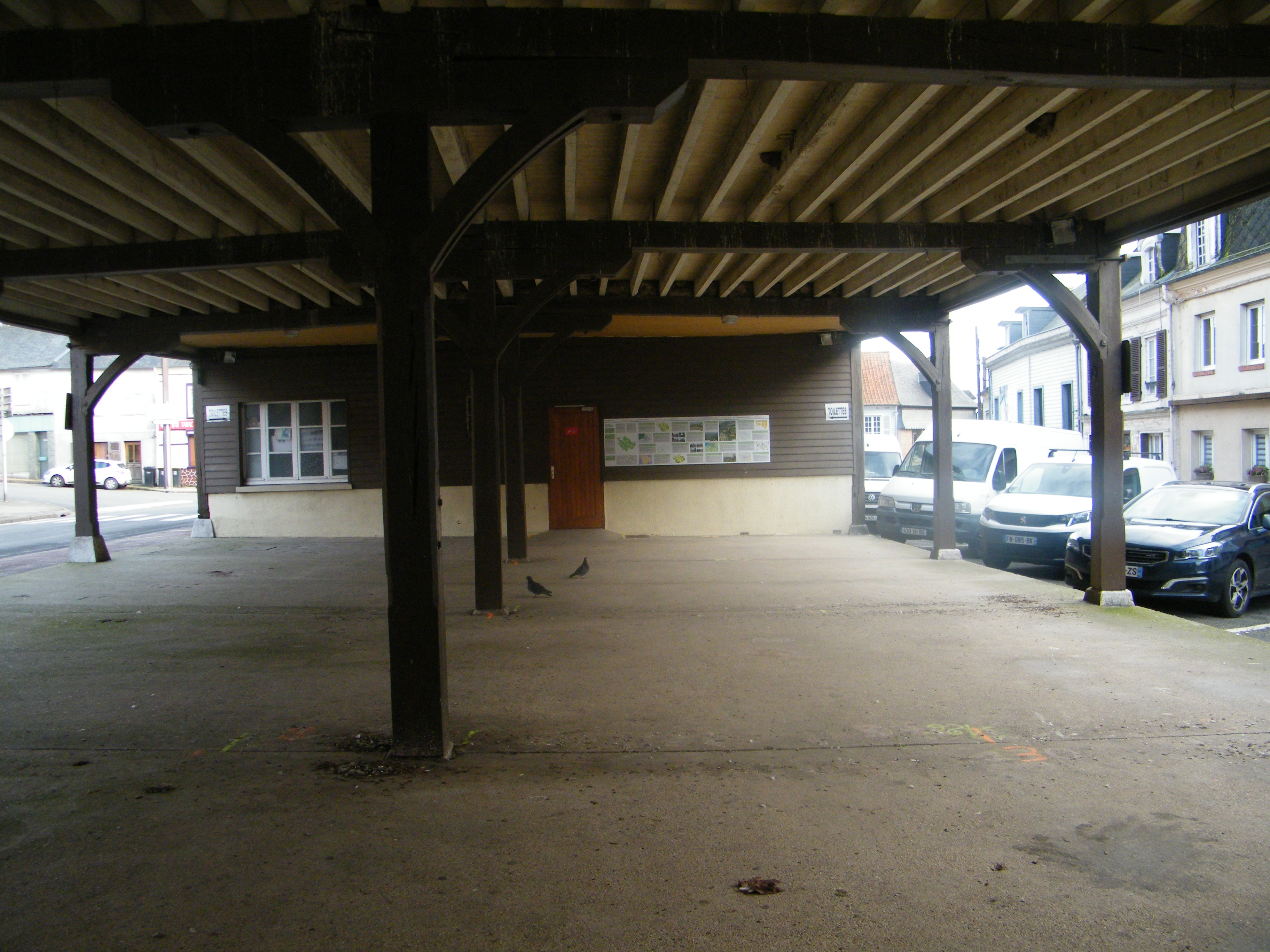

- La mairie consiste en un bâtiment en brique à deux niveaux, surmonté d'un clocheton.
- La halle au beurre, jouxtant la mairie[21],[68] : 
Construite en 1853, elle fait toujours office de marché.

- L'église Saint-Martin :
Après l'effondrement de la nef de l'église du XIIe siècle survenu le 5 février 1953[96]), la municipalité est obligée de la détruire et d'en reconstruire une autre, selon un plan parallélépipédique et d'une architecture d'une grande sobriété, marquée par son portail surmonté d'une grande croix. Elle possède des sculptures et un confessionnal en bois sculpté. L'édifice est  inauguré le 24 mars 1960[97],[27].

L'église Saint-Martin
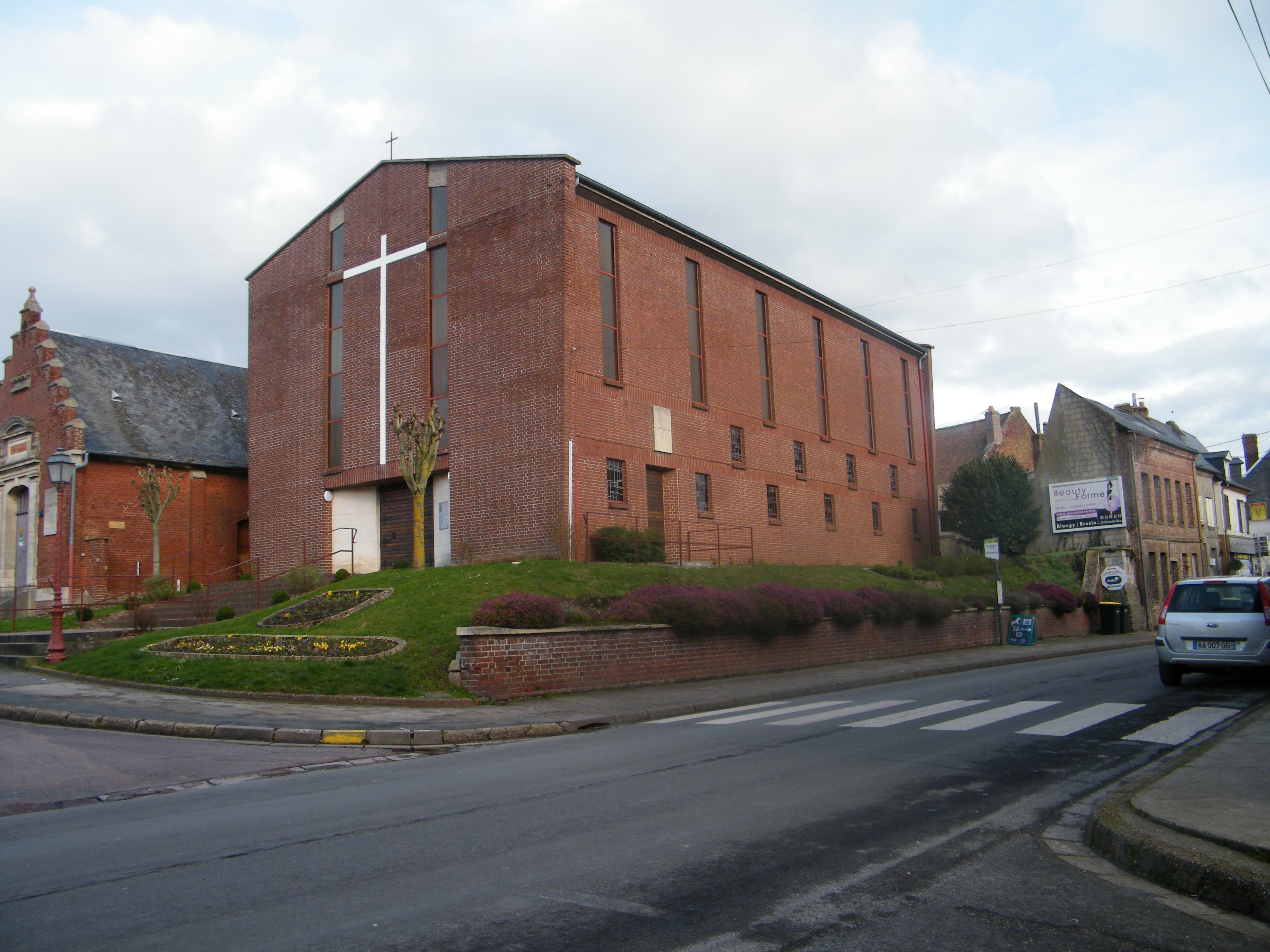
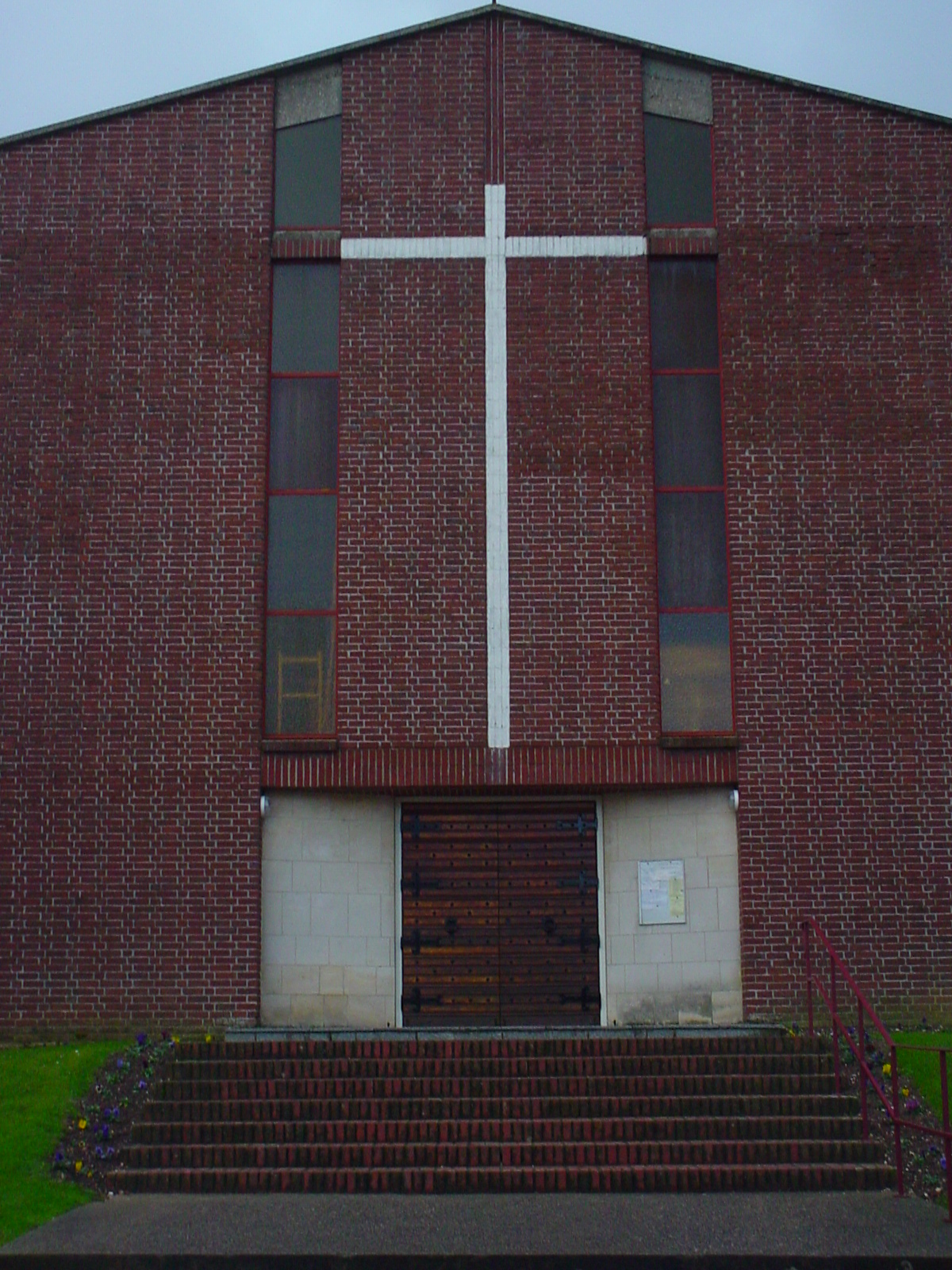

- La tour du moulin : 

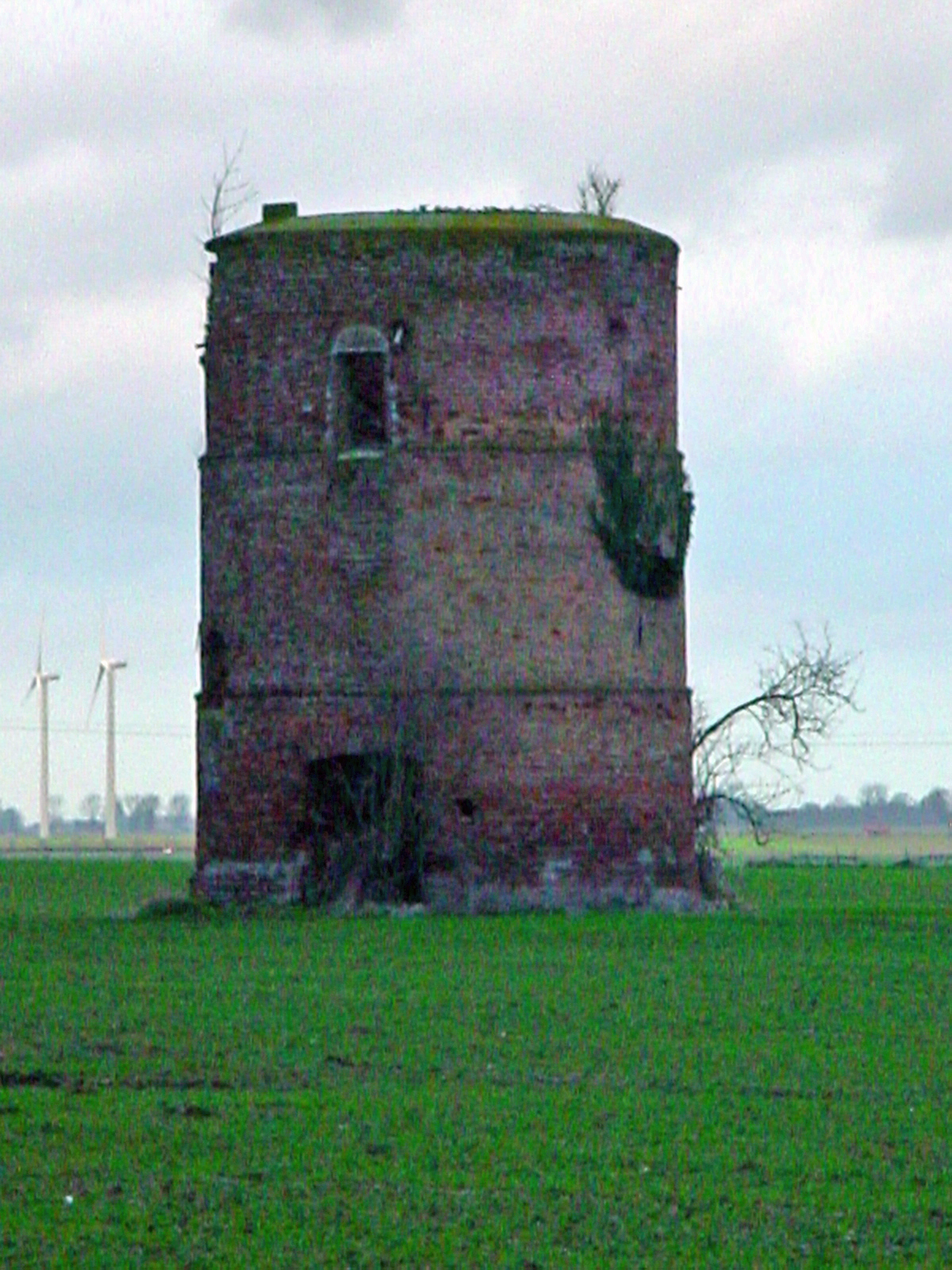
La tour du moulin en décembre 2007.

À l'état de ruine, solitaire au milieu d'un champ, elle se trouve un peu à l'écart du bourg. L'édifice de brique, en forme de gros cylindre dressé, privé non seulement de ses ailes mais aussi de toiture, est à l'abandon complet puisque porte et fenêtres ont également disparu.
- Monument aux morts et stèle A.F.N. (Afrique française du Nord) / T.O.E. (théâtre d'opérations extérieures) :
Plus d'une quarantaine de noms sont inscrits au monument aux morts pour la France[98].

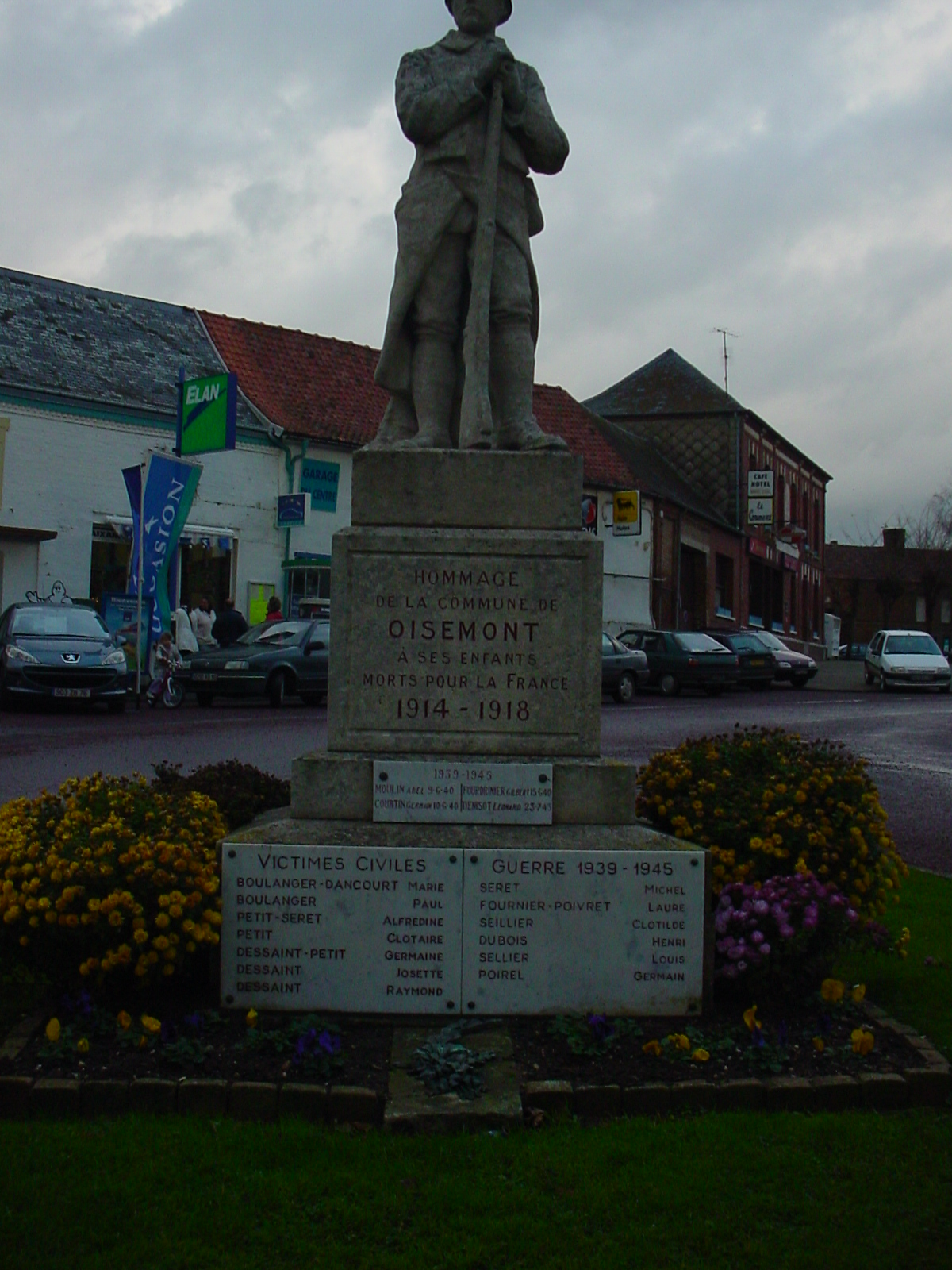
Monument aux morts (face principale).
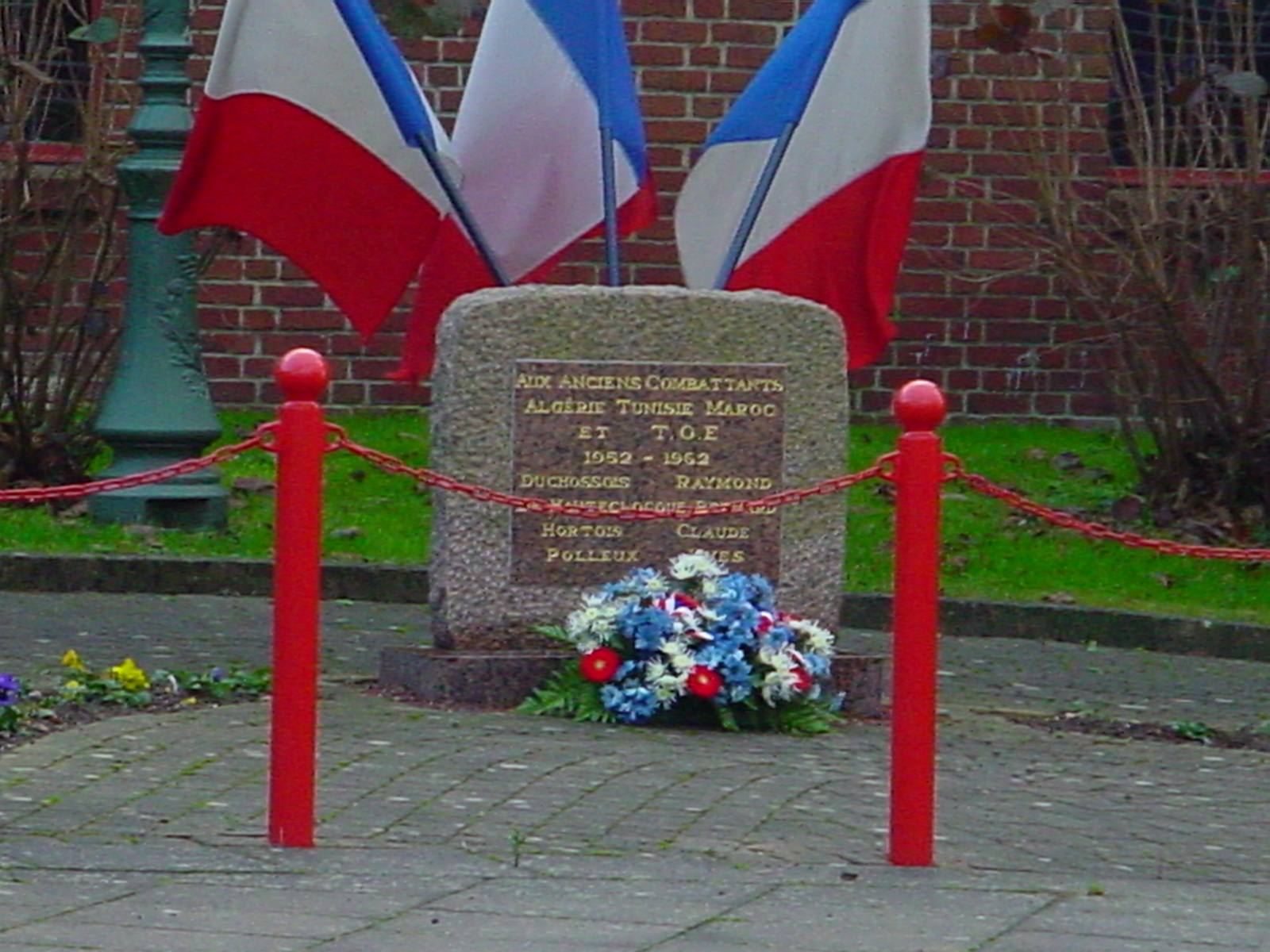
Stèle aux morts des campagnes d'Afrique du Nord / T.O.E.
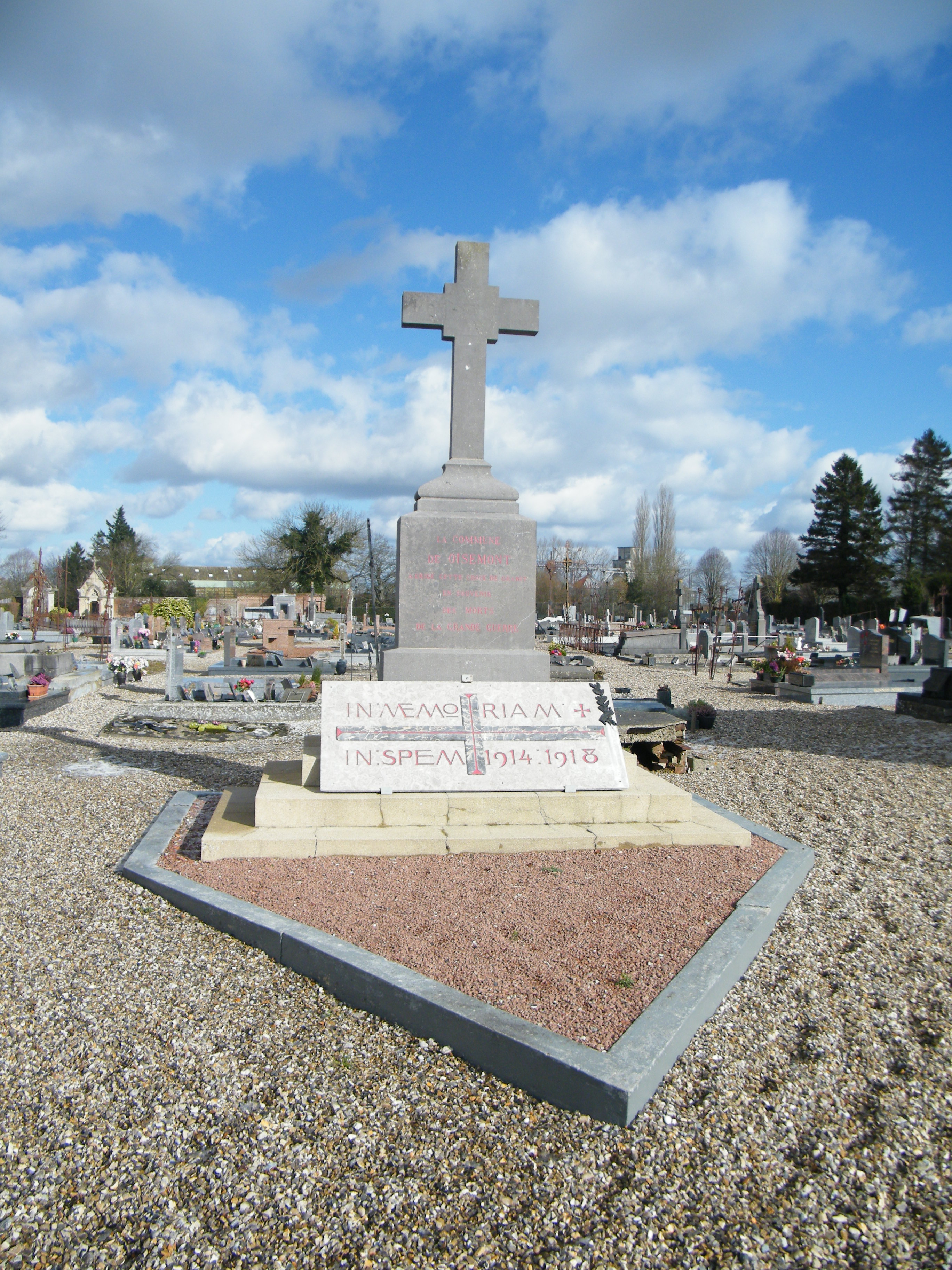
Hommage aux victimes de guerres, dans le cimetière.

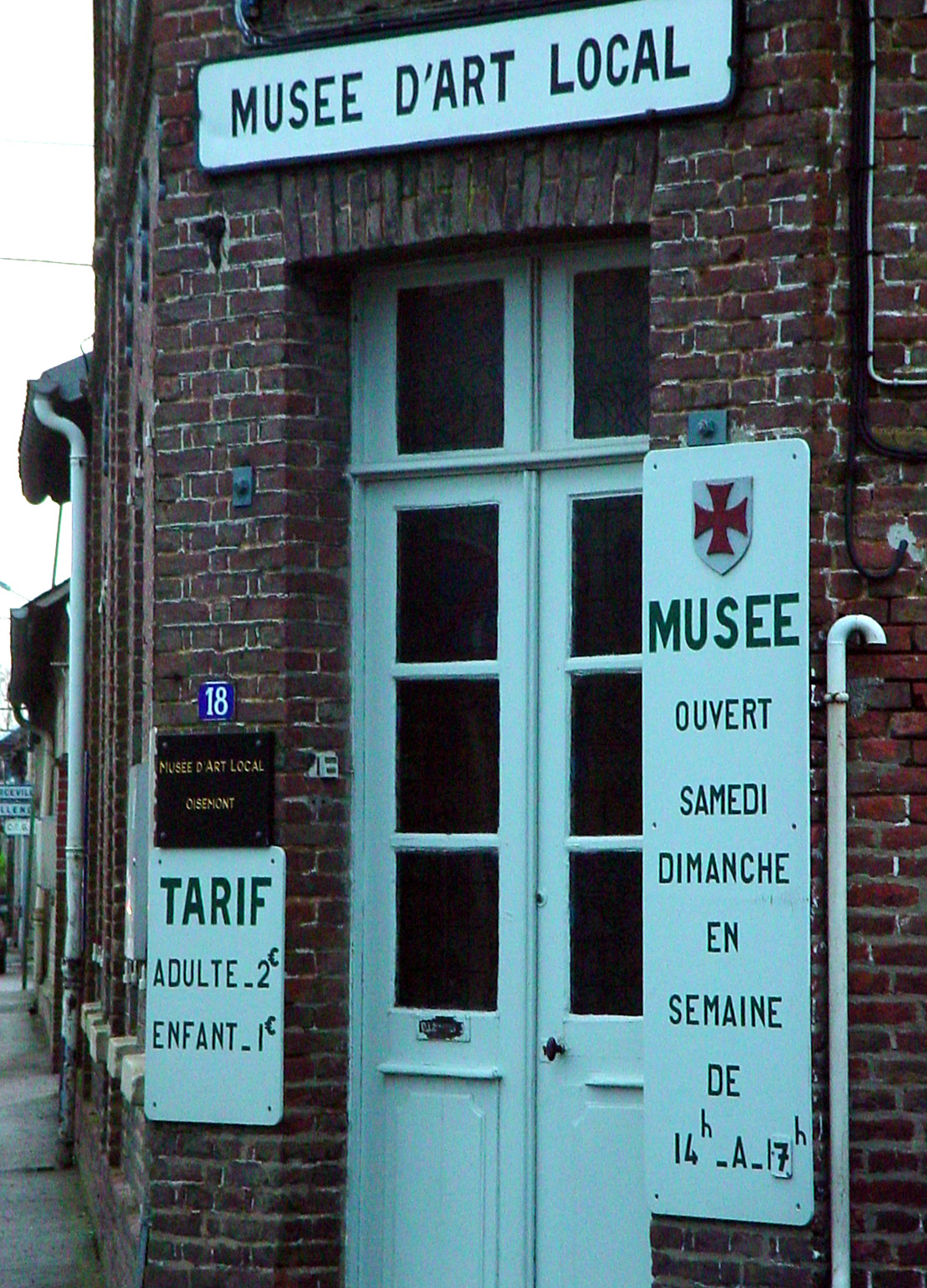
Le musée.

- Le musée d'art local : 
À la suite de la découverte de pièces funéraires, le conseil municipal, présidé par M. Boulanger, crée le musée d'Art Local en 1976 dans les locaux de l'ancienne écoleSaint-Martin.
Progressivement étendu, le musée compte désormais cinq salles au rez-de-chaussée et d'une vaste salle au premier étage, où sont présentées des collections thématiques, souvent sous forme de scènes reconstituées méticuleusement. Notamment, un cécilium, ancêtre du violon inventé par Arthur de Gromard y est exposé[96],[99].

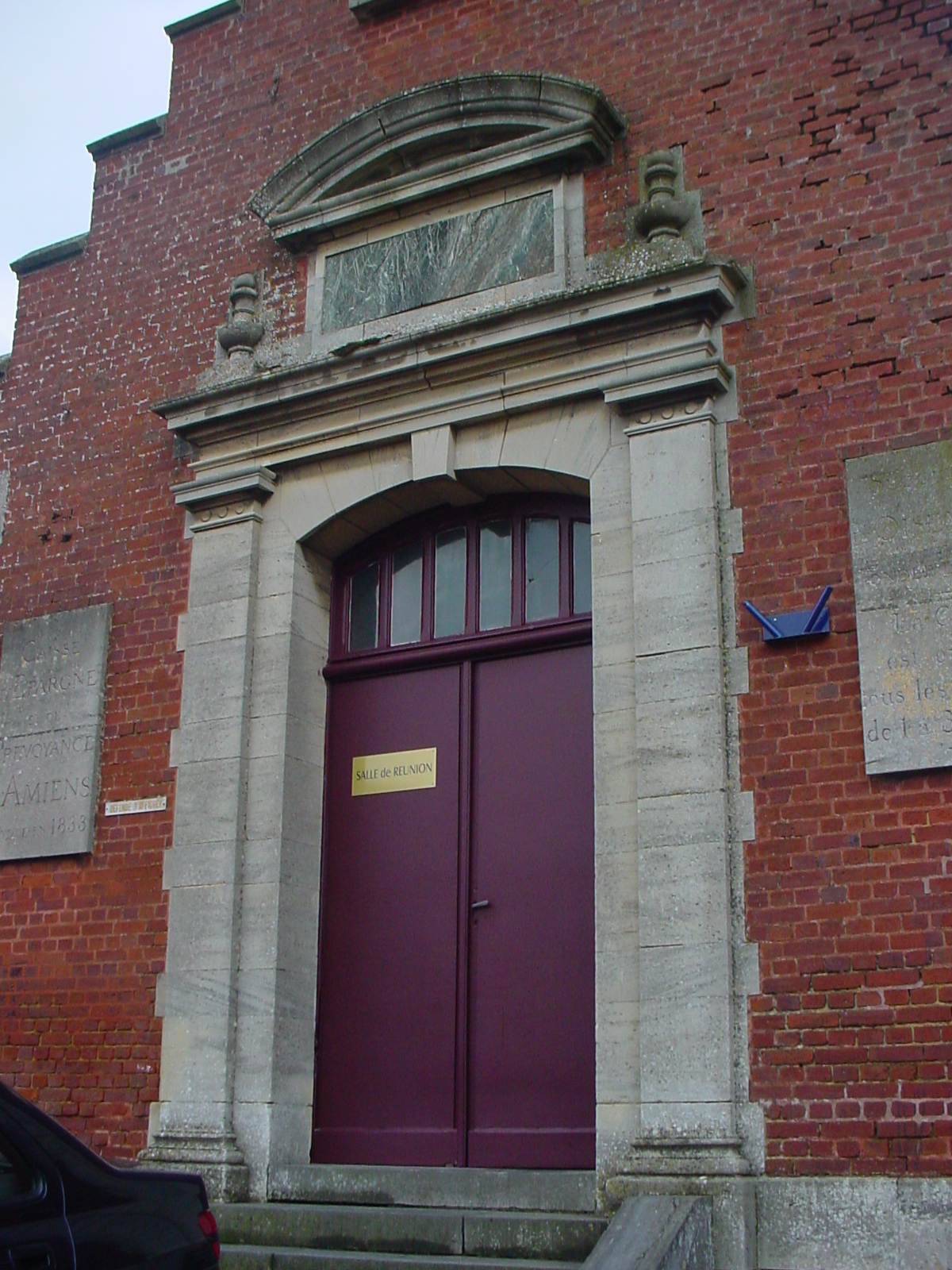
L'ancienne Caisse d'Épargne et de Prévoyance.

- L'ancienne Caisse d'Épargne : 
Une agence de la Caisse d'Épargne et de Prévoyance d'Amiens ouvre en 1833 à Oisemont. Elle devient en 1863 la « succursale d'Oisemont », et reste en service  durant un siècle environ, puis ses locaux sont repris par la commune pour y faire une salle de réunion[100].
- L'ancienne voie de chemin de fer :
De nos jours, la ligne de chemin de fer n'existe plus, mais il reste encore des traces telles que l'ancienne gare, qui se situait au point kilométrique 19,475 depuis la gare de Longpré-les-Corps-Saints et l'ancienne maison de passage à niveau qui sont devenues des habitations. Un chemin de randonnée a été aménagé sur son parcours.
Une partie de la voie se trouvait au niveau de la rocade actuelle, .

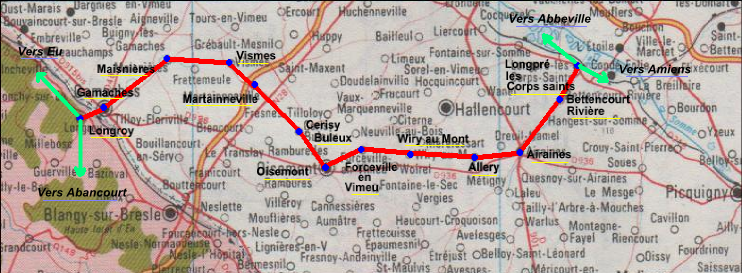
Tracé de la ligne.

- « Dans le bas de la ville se trouvent une porte monumentale et une tour octogonale, vestiges d'un château du XVIIe siècle »[101].
- Outre l'église, le bourg accueille également d'autres sanctuaires :
  - une chapelle funéraire route de Gamaches dans laquelle reposent un médecin et son épouse décédés respectivement en 1884 et 1903[102] ;
  - un oratoire en brique rouge dédié à la Vierge, rue Verte[102] ;
  - la chapelle du XVIIIe siècle, servant de salle pour l'hospice, désaffectée[102] ;
  - la chapelle du cimetière, en brique, couverte d'ardoise[102].
  - La croix Pattée : la croix pattée se trouvant dans la rue de la Commanderie, actuellement au-dessus d'un porche de garage.

Petit patrimoine religieux
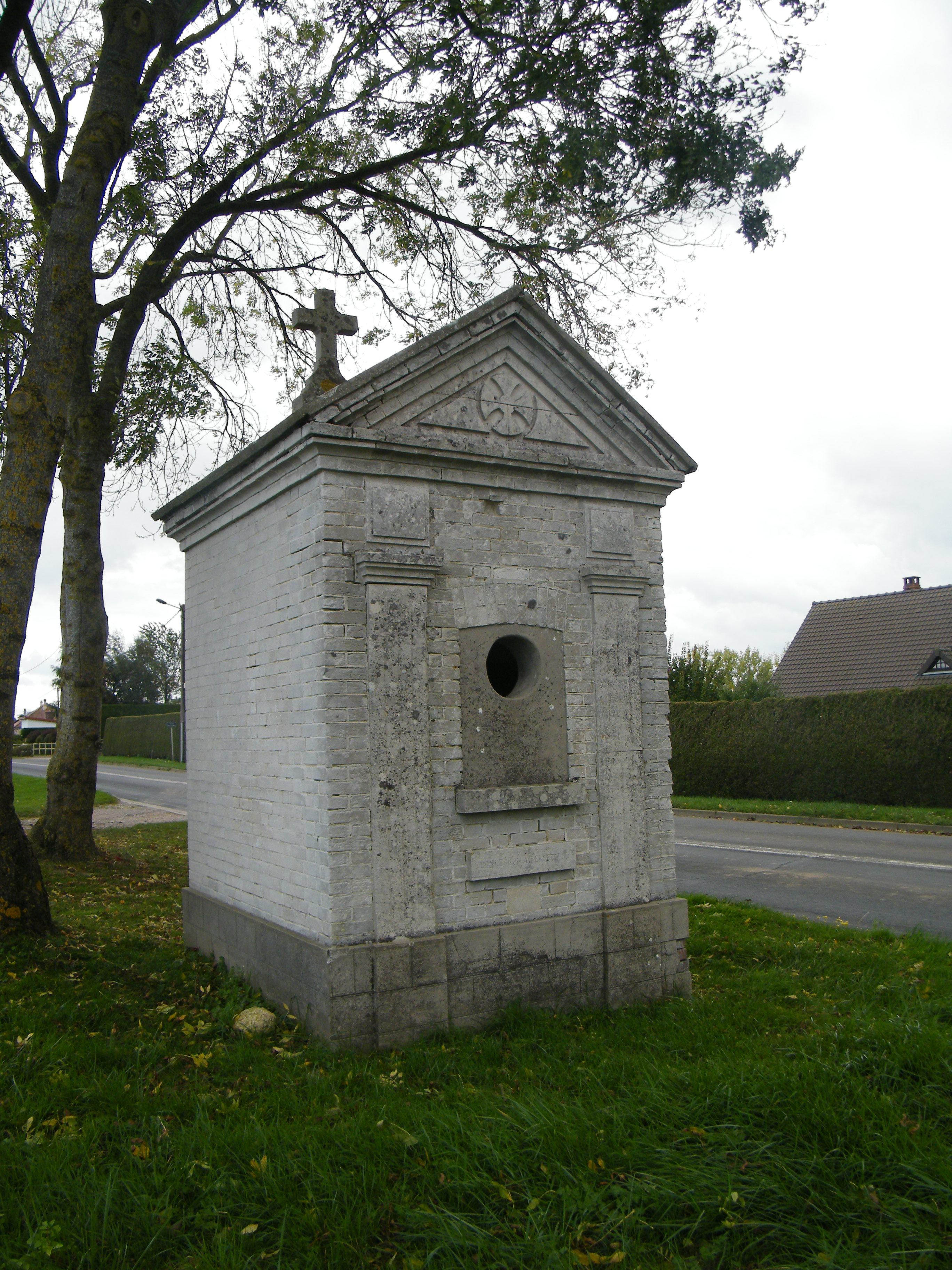
Chapelle Piedfort-Buridard.
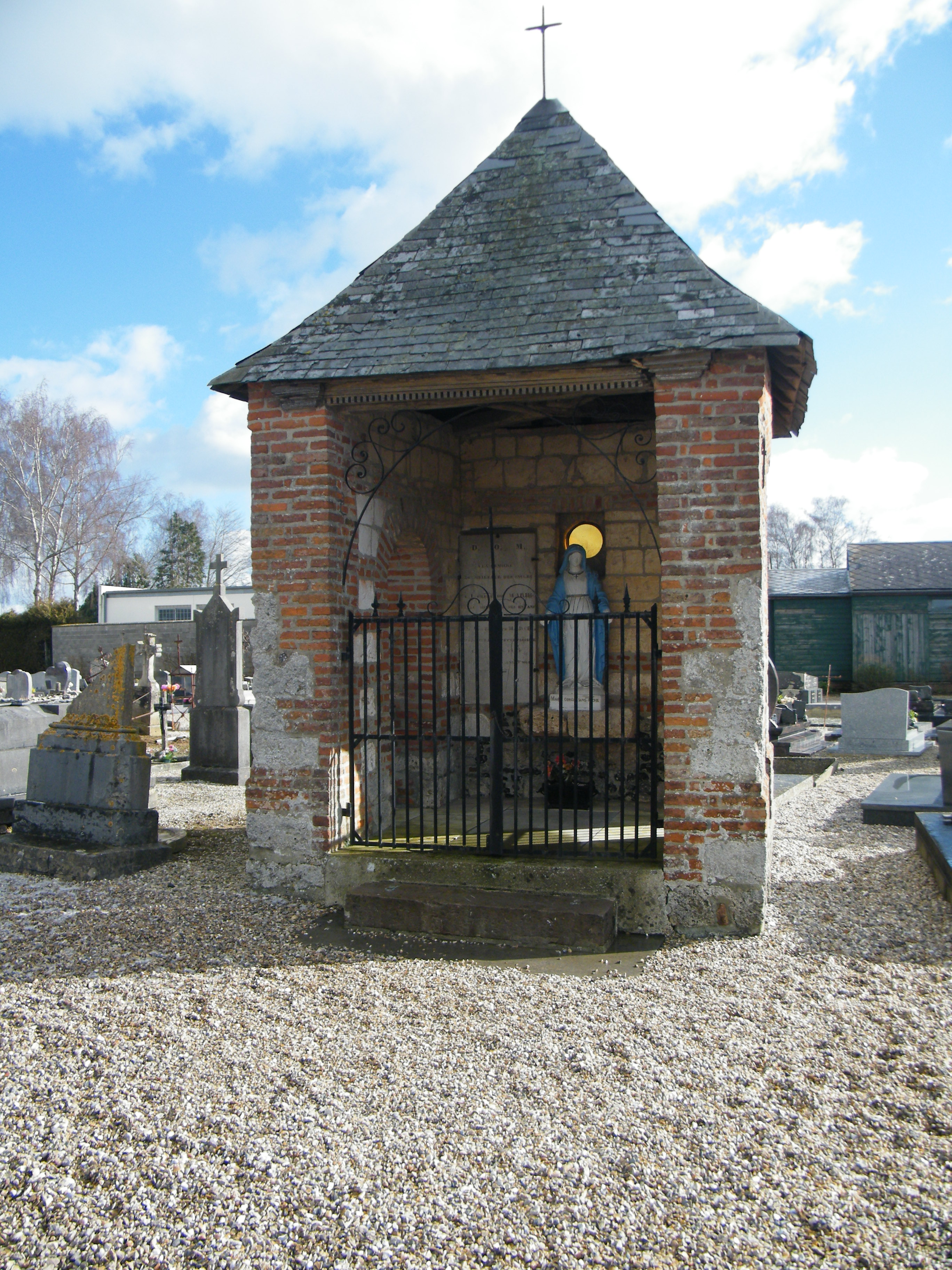
Chapelle du cimetière.
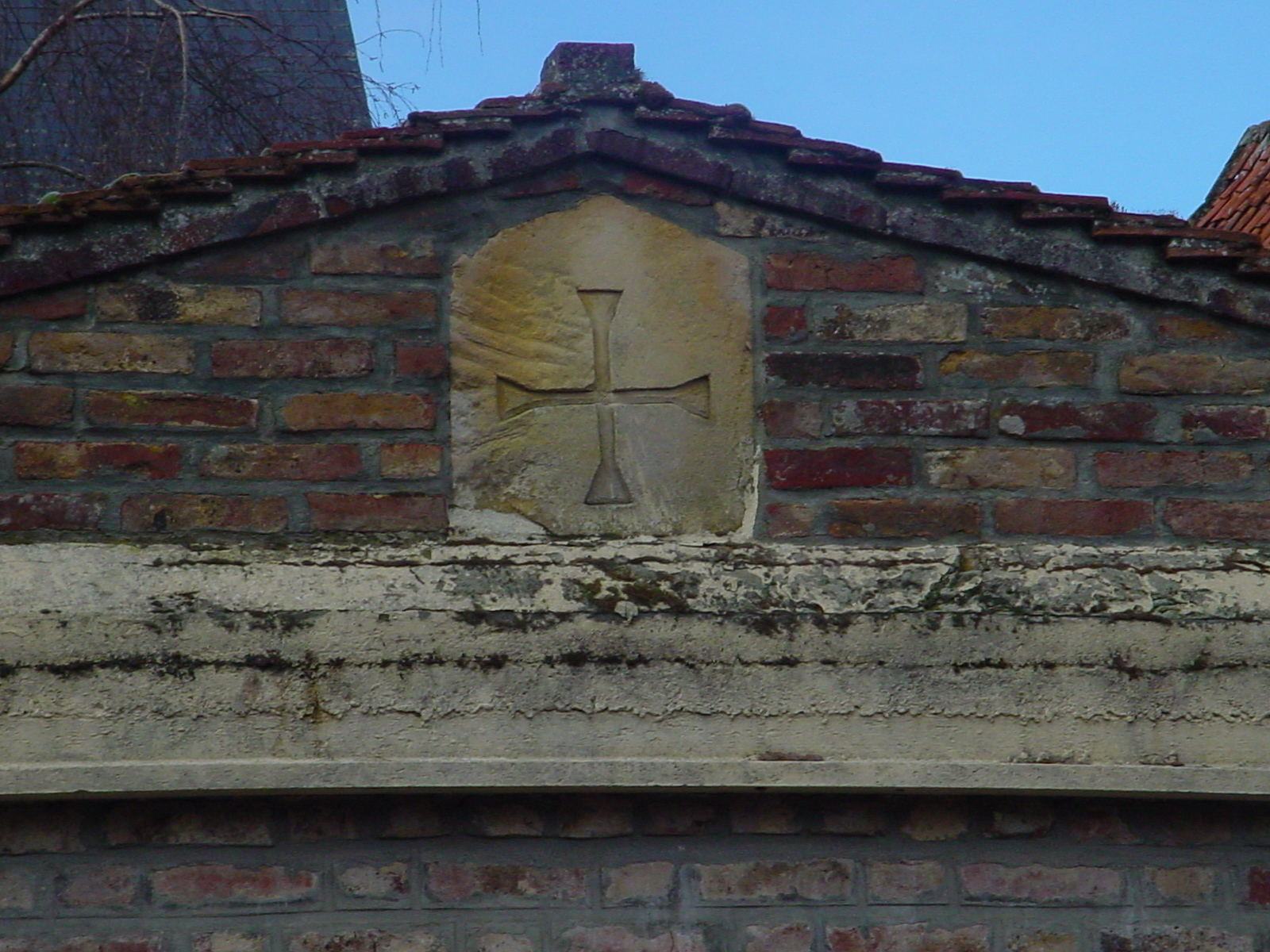
Croix pattée, reste de la commanderie des Templiers.
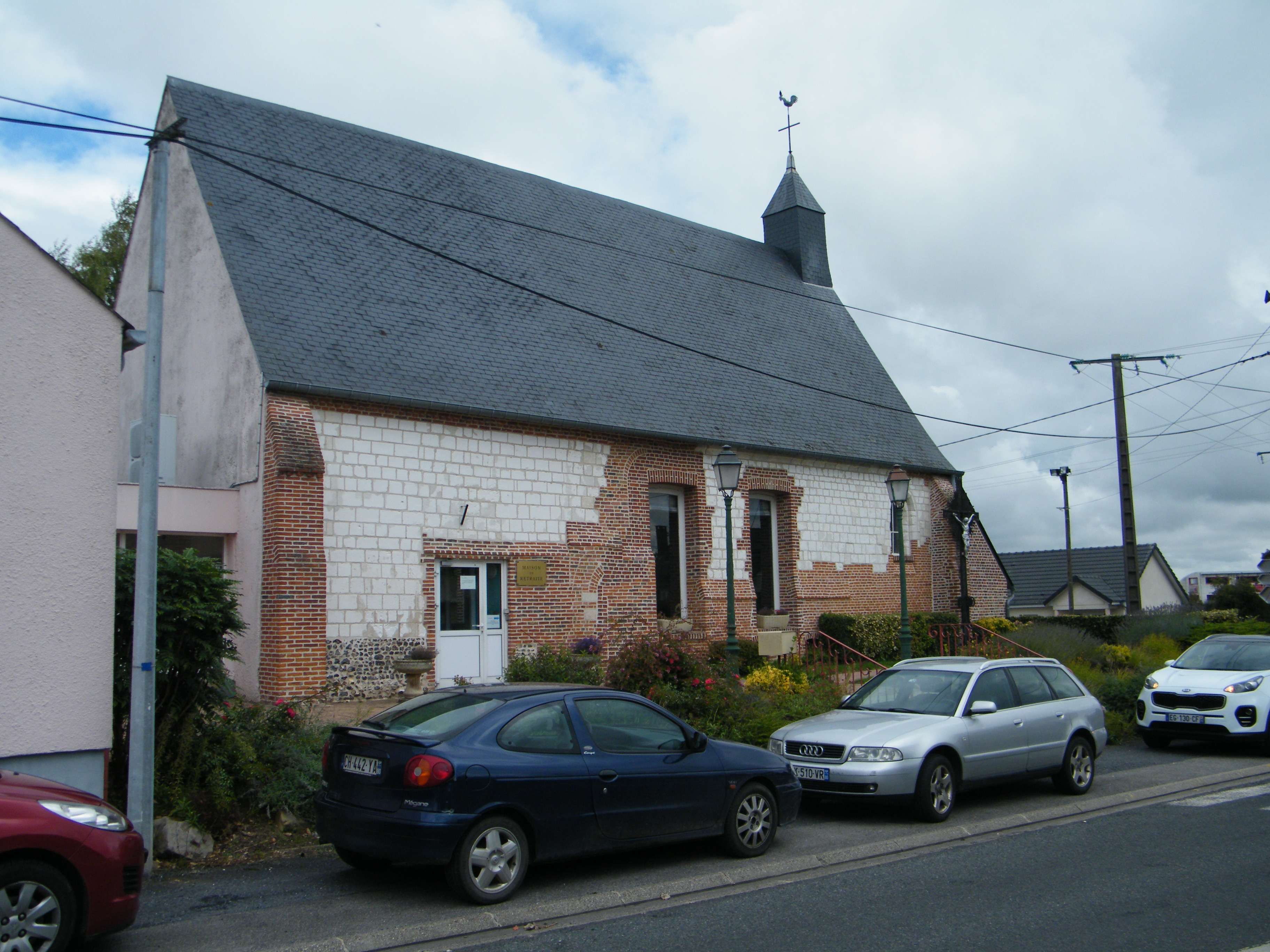
Maison de retraite, chapelle du XVIIIe siècle.
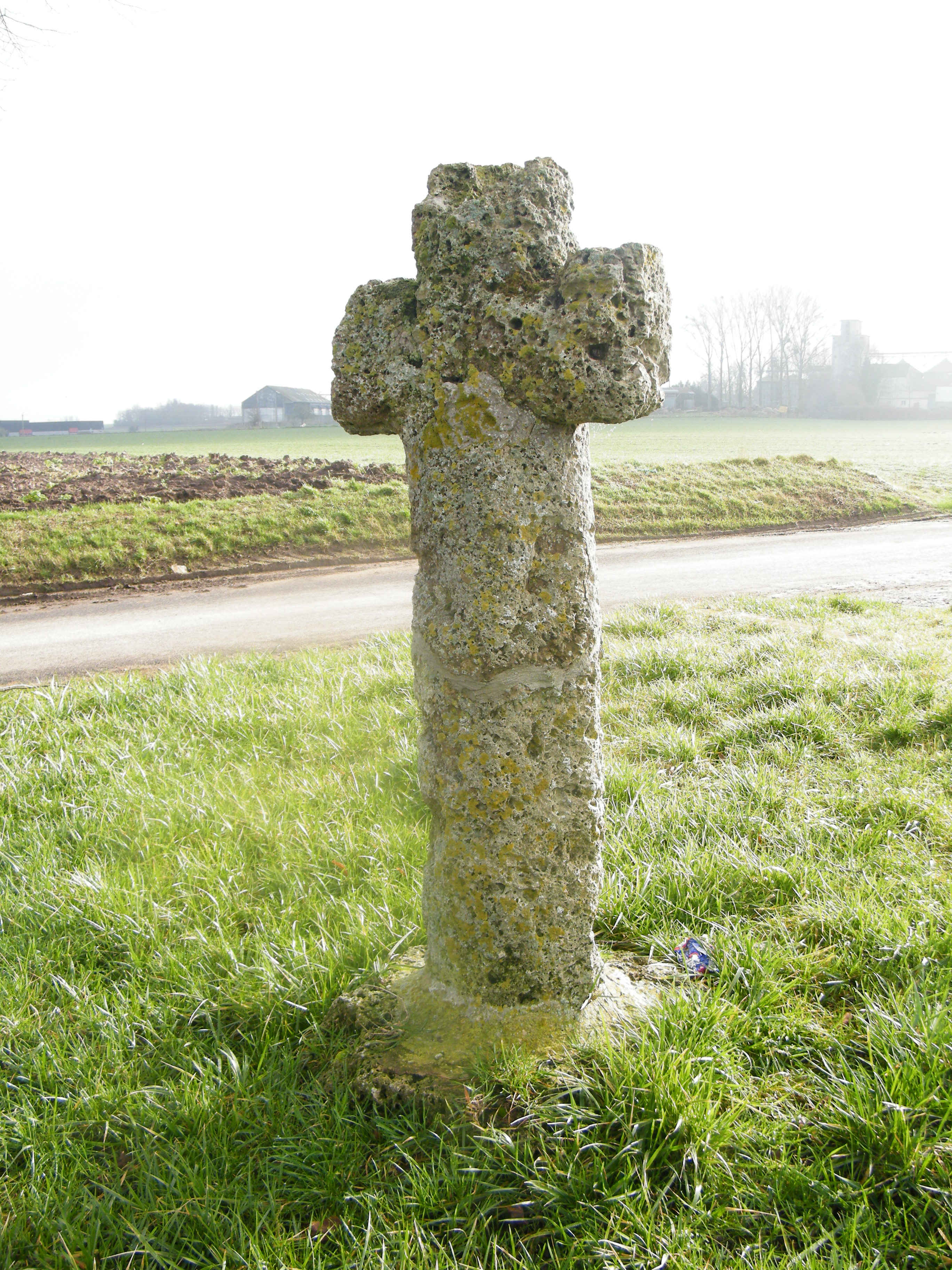
Croix de tuf route de Vaux-Marquenneville.
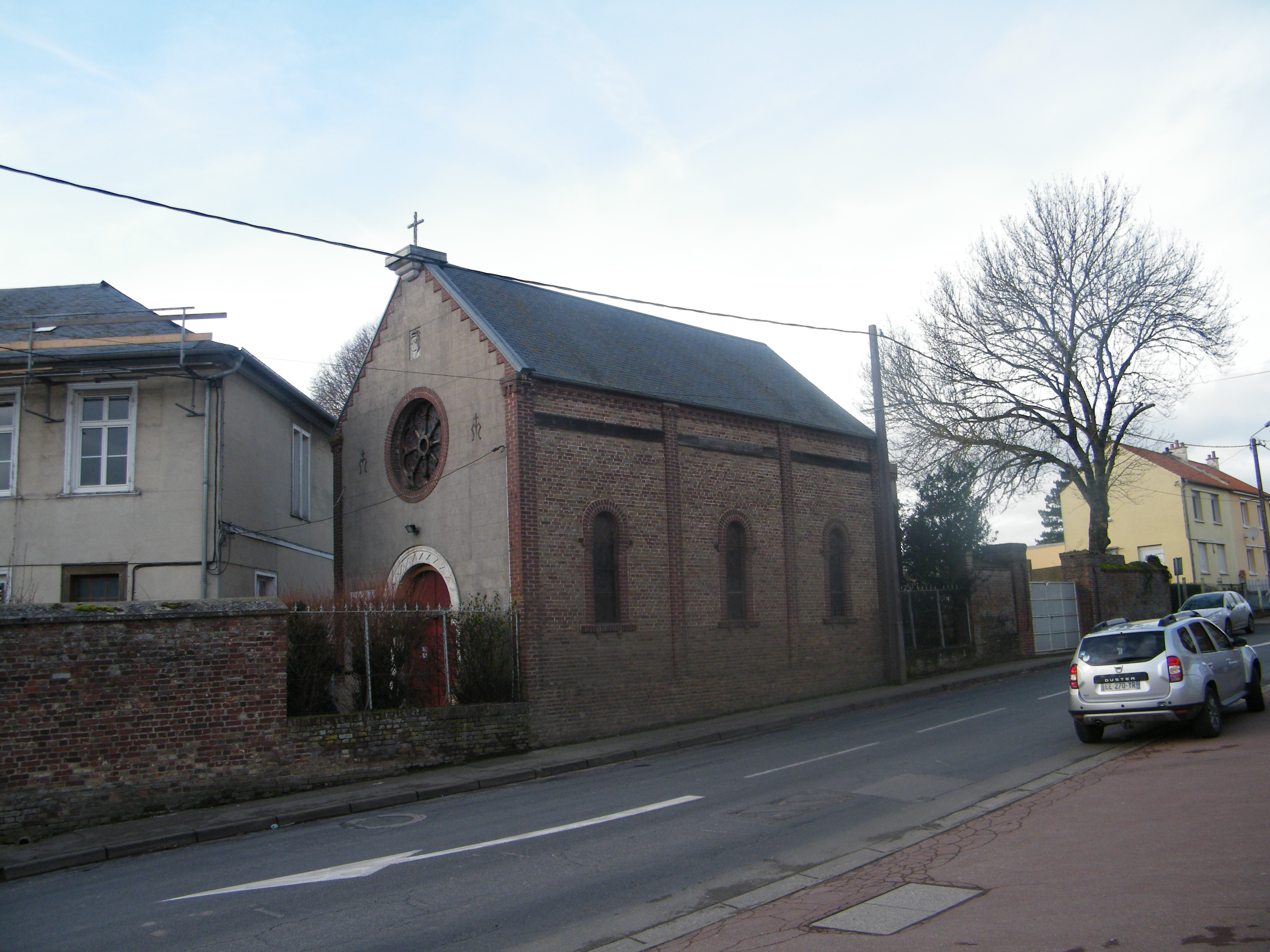
Espace Saint-Martin de l'école St Joseph.

- Le transformateur électrique du quartier du Bois Ville est décoré en octobre 2022 par Gauthier Pierard, artiste peintre du département, avec une fresque sur le thème de la nature[103].

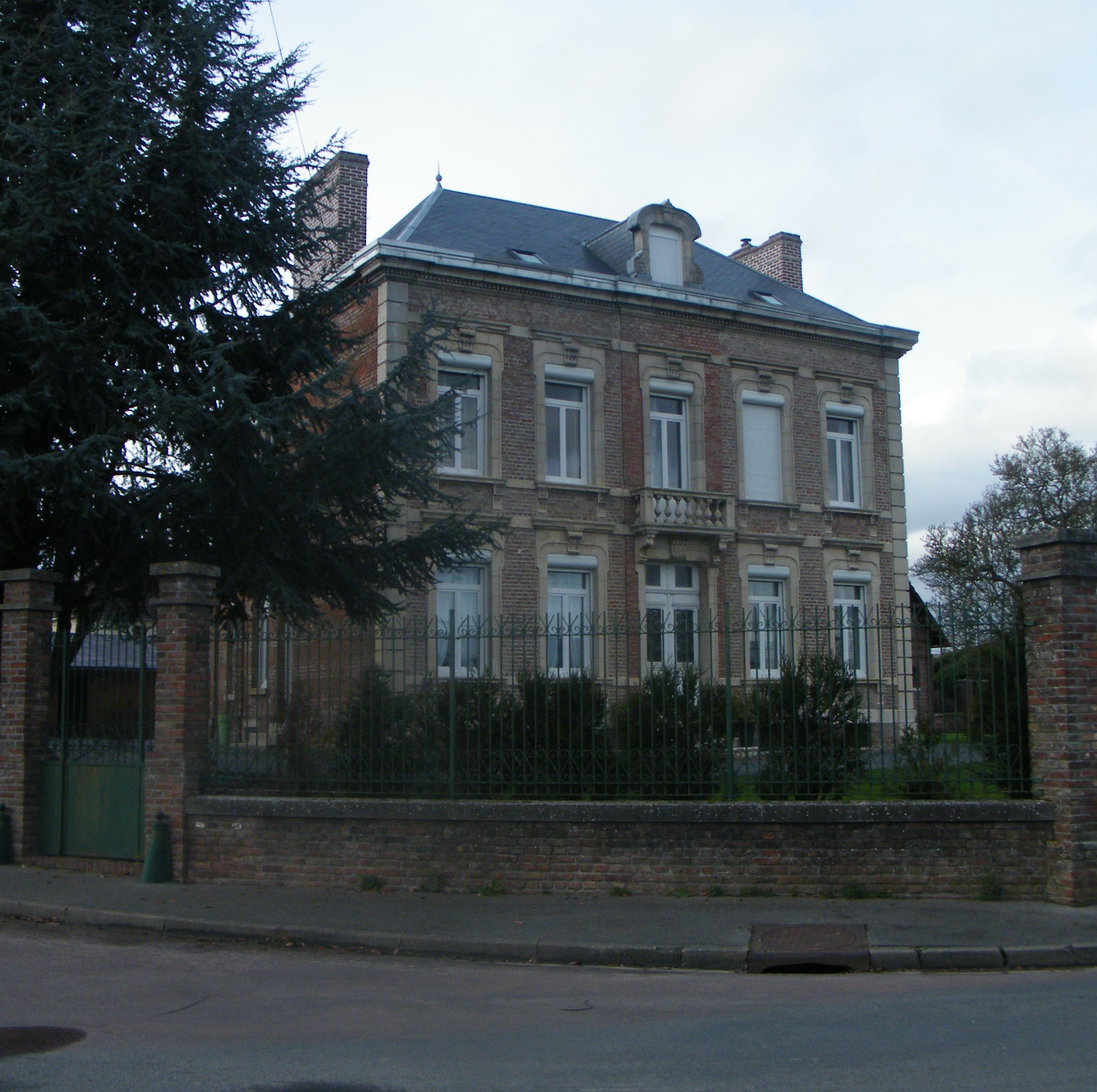
Maison de maître.
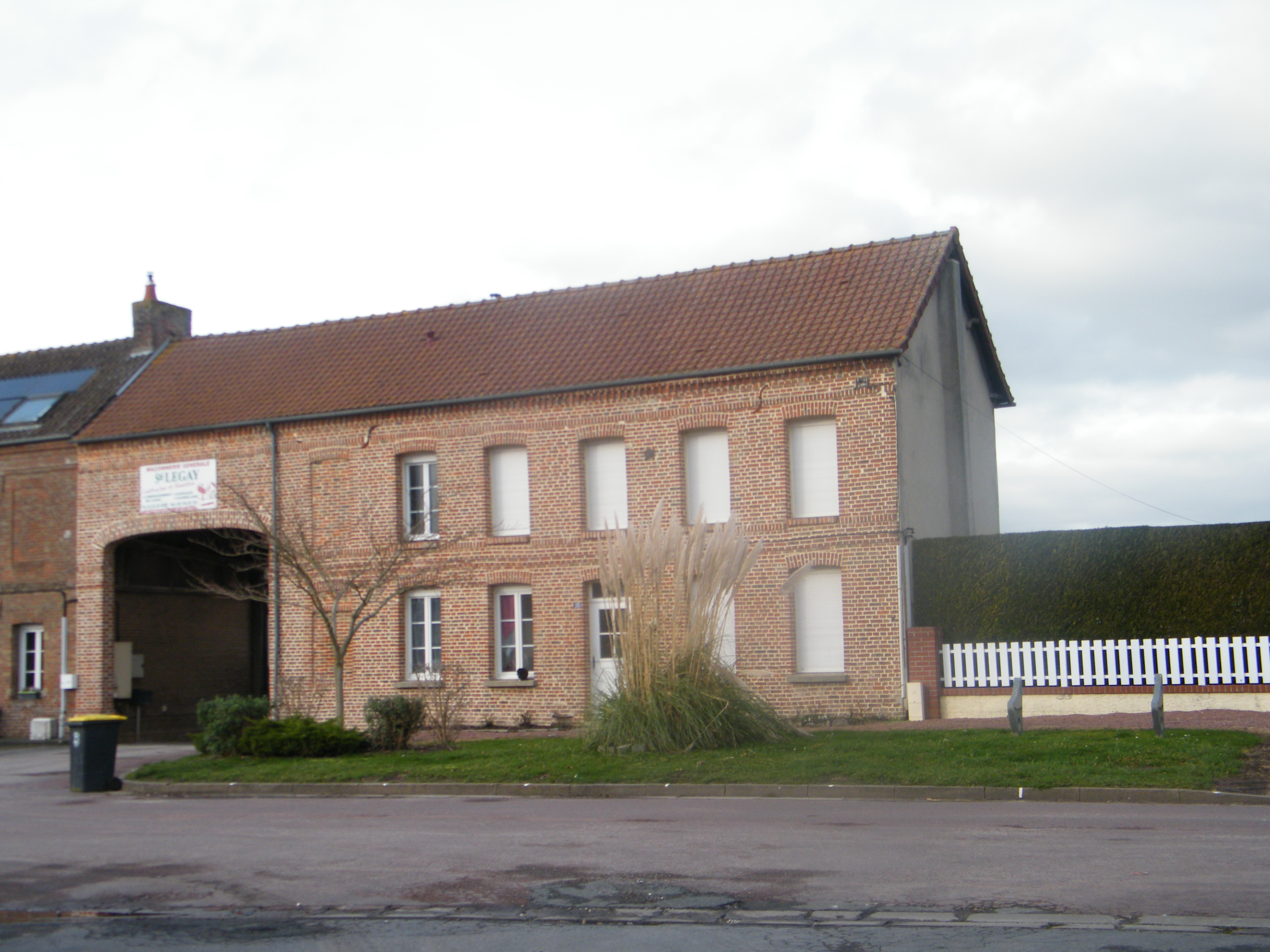
Ancien corps de ferme.
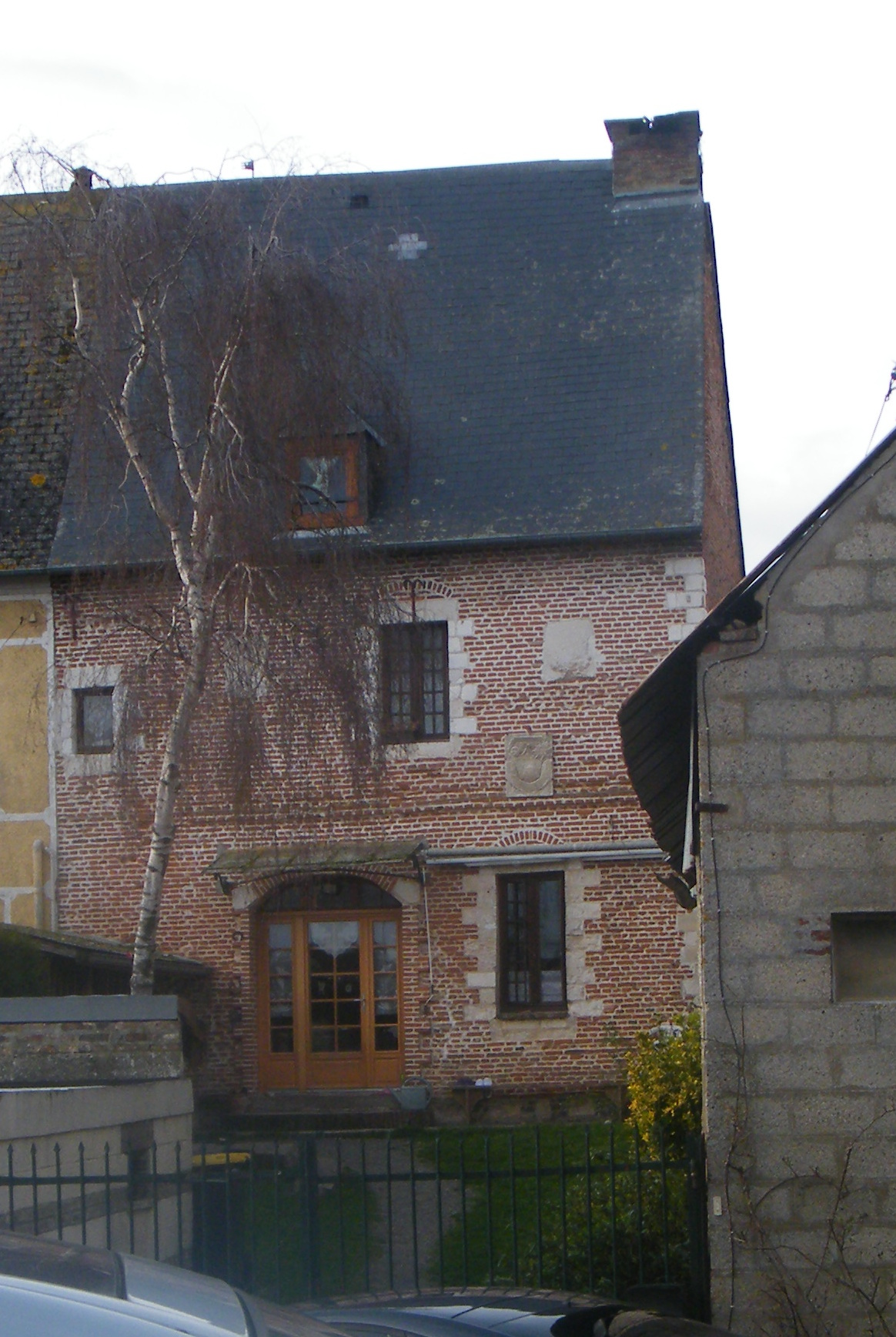
Architecture locale.
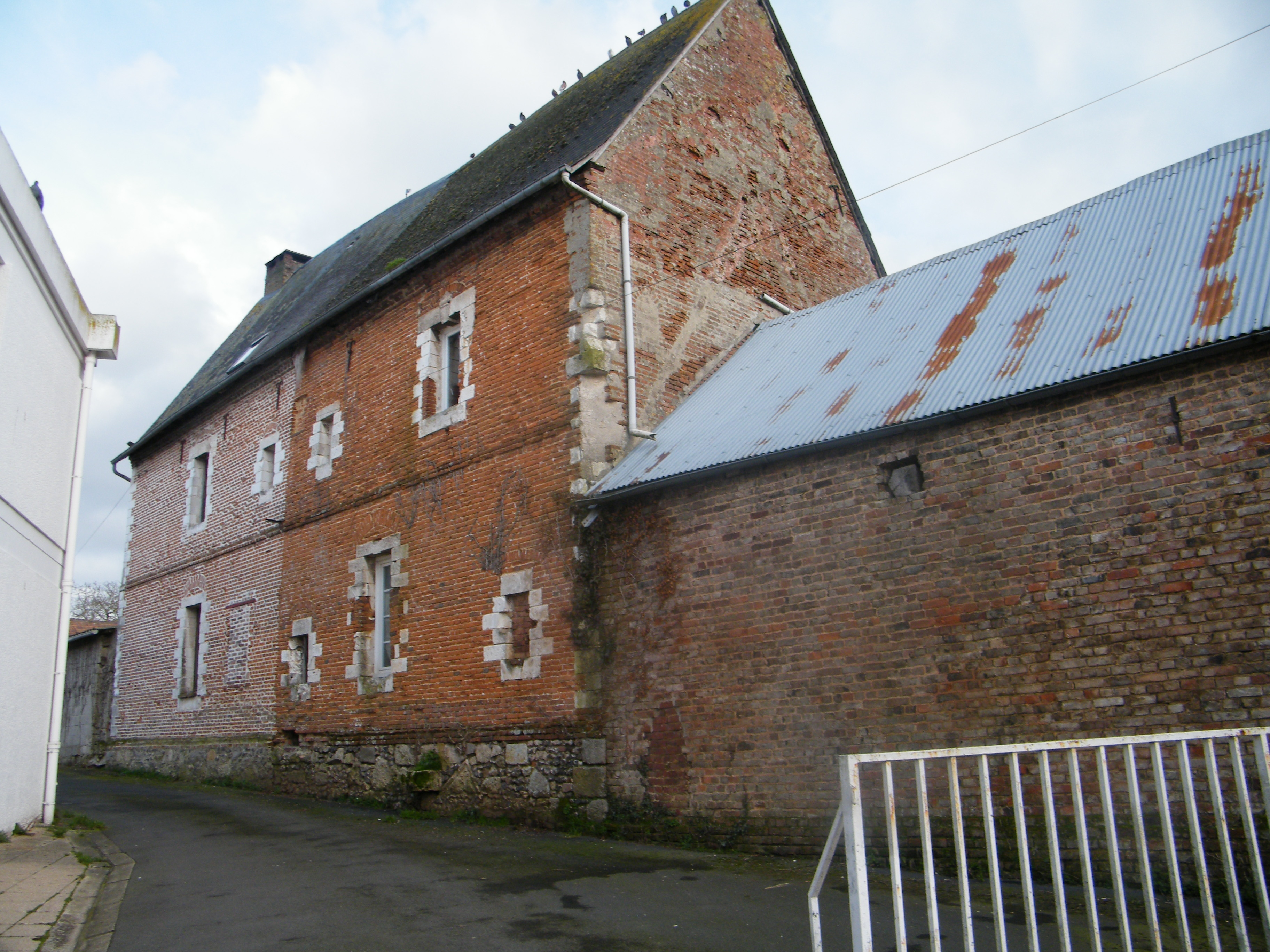
Maison ancienne.

### Personnalités liées à la commune

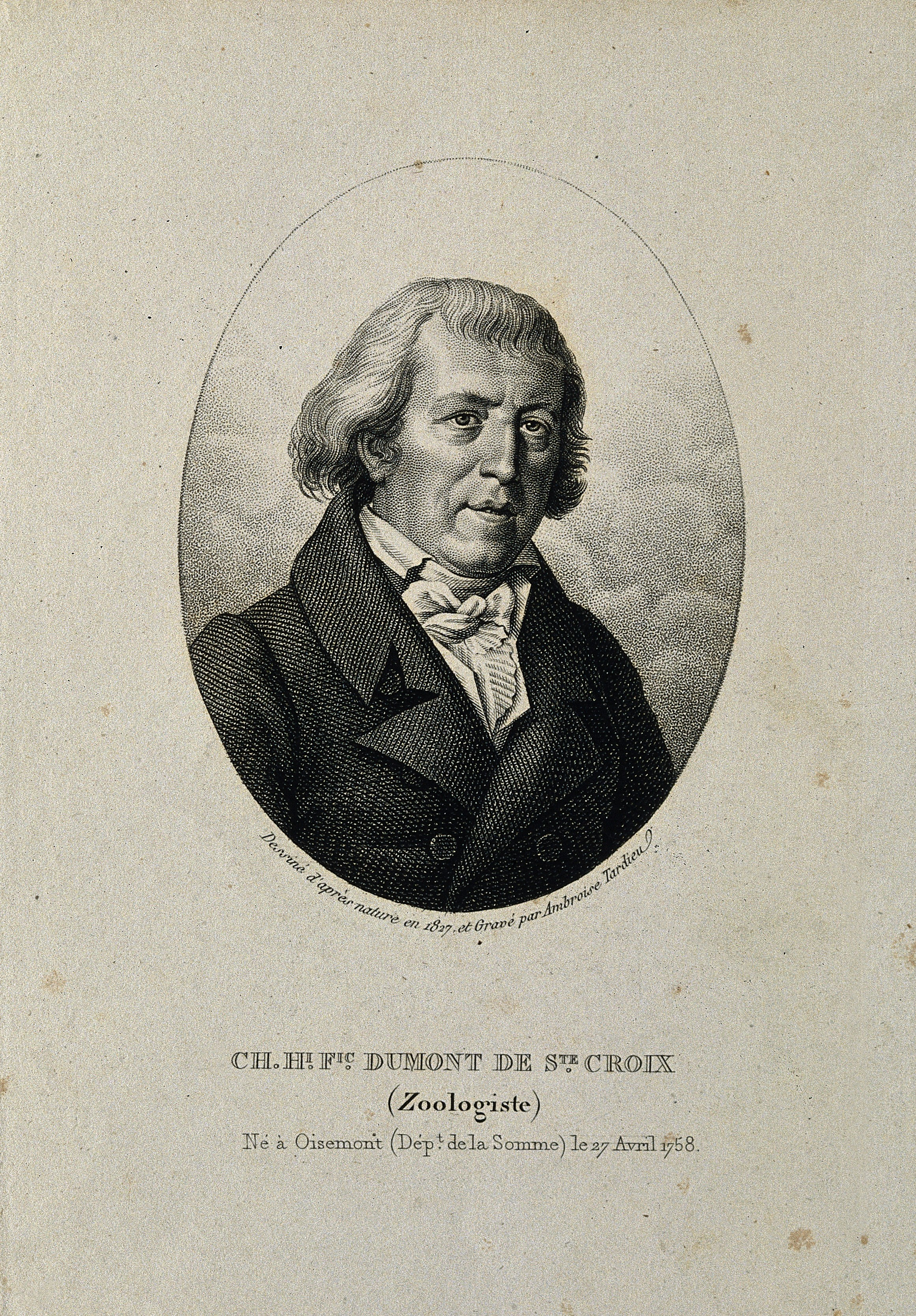
Portrait de Charles Henri Frédéric Dumont de Sainte-Croix par Ambroise Tardieu.

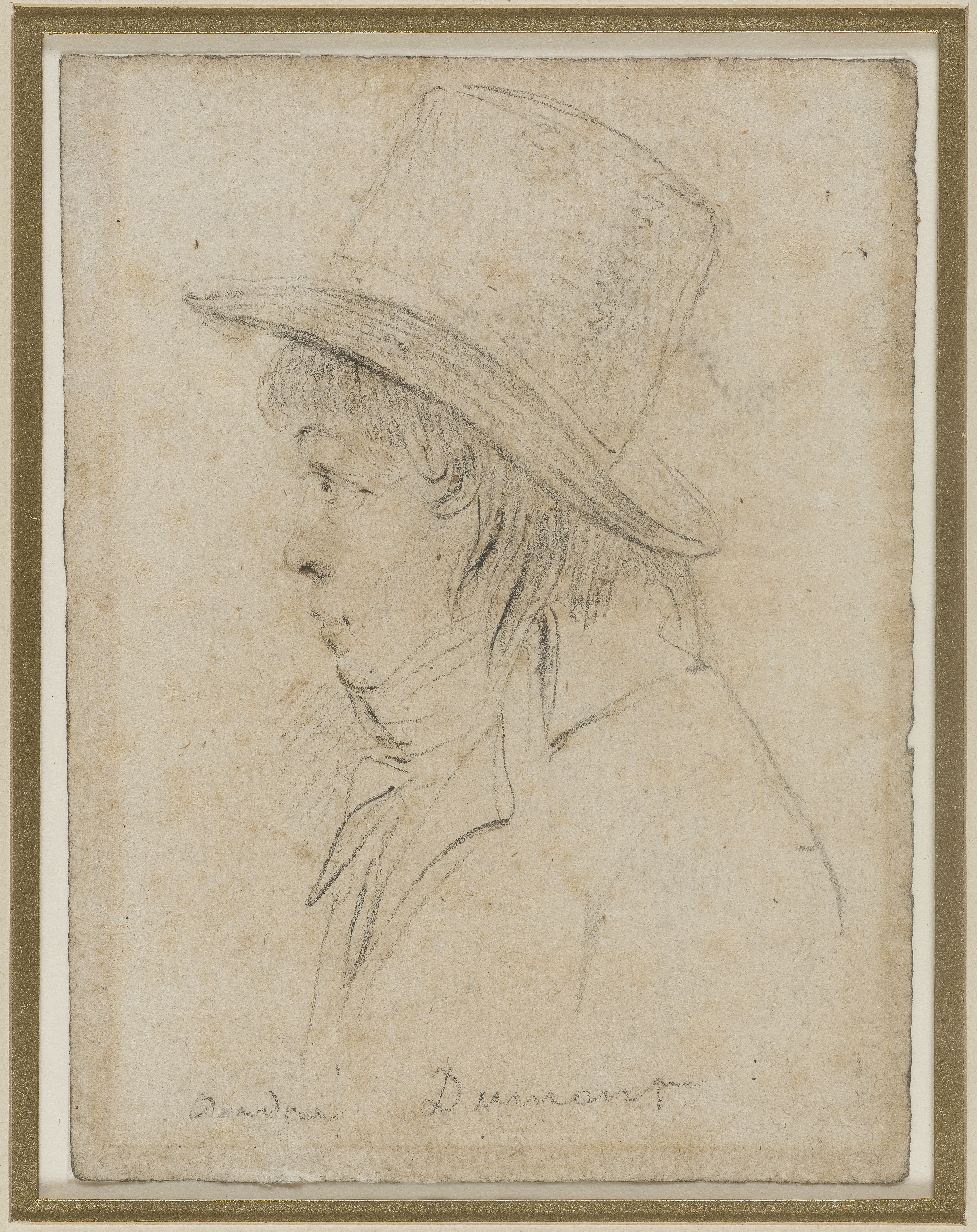
André Dumont par Georges-François-Marie Gabriel,
collection du musée Carnavalet.

- Samuel Desmarets, dit « Maresius » (1599-1673), théologien protestant français, disciple de Franciscus Gomarus qui dénonça les thèses millénaristes de Petrus Serrarius[104], y est né.
- Jean Charles Nicolas Dumont (vers 1728-1788) homme de loi et écrivain français[pourquoi ?]
- Charles Henri Frédéric Dumont de Sainte-Croix (1758-1830),haut fonctionnaire et un ornithologue français, y est né
- André Dumont (1764-1838), député de la Somme à la Convention nationale puis haut fonctionnaire du Premier Empire, a été maire de Oisemont où il est né.
- Lucien Deboudt (1884-1974), homme politique français, député de la Seine-Maritime de 1951 à 1955 et ancien combattant des Première et Seconde Guerre mondiale, est né à  Oisemont.
- Jérôme Bignon (né en 1949 à Neuilly-sur-Seine), homme politique français. Maire de Bermesnil de 1980 à 2001, conseiller général d'Oisemont de 1980 à 2014, conseiller régional de Picardie de 1986 à 1993 puis en 2004, député de la Somme de 1993 à 1997 puis de 2002 à 2012 et sénateur de la Somme de 2014 à 2020.

### Héraldique
| Blason de Oisemont | Blason  | D'argent à la croix pattée alésée de gueules surmonté d'une Couronne murale |
| Blason de Oisemont | Détails | Les armoiries font référence à la commanderie des templiers ayant existé jusqu'en 1312. Elles ont été conçues par Mireille Louis, artiste héraldiste, et adoptées par le conseil municipal le 3 mars 1970. |